# Governo Geral (Polónia)
```
   |-
       |
Erro:
:  
valor não especificado para "
nome_comum
"
```

O Governo Geral (em alemão:  Generalgouvernement; em polonês/polaco:  Generalne Gubernatorstwo; em ucraniano:  Генеральна губернія), também conhecido como Governadorado Geral da Região Polonesa Ocupada (em alemão:  Generalgouvernement für die besetzten polnischen Gebiete), foi uma zona de ocupação alemã estabelecida após a Invasão da Polônia pela Alemanha Nazista, Eslováquia e União Soviética em 1939 no início da Segunda Guerra Mundial. A recém-ocupada Segunda República Polonesa foi dividida em três zonas: o Governo Geral em seu centro, as áreas polonesas anexadas pela Alemanha Nazista no oeste e as áreas polonesas anexadas pela União Soviética no leste. O território foi ampliado substancialmente em 1941, após a invasão alemã da União Soviética, para incluir o novo Distrito da Galiza. A área do Generalgouvernement correspondia aproximadamente com a parte austríaca da Comunidade polonesa-lituana após a Terceira Partição da Polônia em 1795.
A base para a formação do Governo Geral foi o "Decreto de Anexação sobre a Administração dos Territórios Poloneses Ocupados". Anunciado por Hitler em 8 de outubro de 1939, afirmava que o governo polonês havia entrado em colapso total. Esse raciocínio foi utilizado pela Suprema Corte Alemã para reatribuir a identidade de todos os cidadãos poloneses como súditos apátridas, com exceção dos alemães étnicos da Polônia entre guerras - que, desrespeitando o direito internacional, foram nomeados os únicos cidadãos legítimos da Alemanha Nazista.
O Governo Geral era administrado pela Alemanha como uma unidade administrativa separada para fins logísticos. Quando as forças da Wehrmacht invadiram a União Soviética em junho de 1941 (Operação Barbarossa), a área do Governo Geral foi ampliada pela inclusão das regiões polonesas anteriormente anexadas à URSS. Em poucos dias a Galícia Oriental foi invadida e incorporada ao Distrito da Galícia. Até 1945, o Governo Geral compreendia grande parte do centro, sul e sudeste da Polônia dentro de suas fronteiras pré-guerra (e da atual Ucrânia Ocidental), incluindo as principais cidades polonesas de Varsóvia, Cracóvia, Lwów (agora Lviv, renomeada Lemberg), Lublin (ver Reserva de Lublin), Tarnopol, Stanisławów (agora Ivano-Frankivsk, renomeado Stanislau), Drohobych e Sambir e outros. As localizações geográficas foram renomeadas em alemão.
A administração do Governo Geral era composta inteiramente por funcionários alemães, com a intenção de que a área fosse colonizada por colonos germânicos que reduziriam a população polonesa local ao nível de servos antes de seu eventual genocídio. Os governantes alemães nazistas do Generalgouvernement não tinha intenção de dividir o poder com os locais durante a guerra, independentemente de sua etnia e orientação política. As autoridades raramente mencionavam o nome da Polônia na correspondência legal. A única exceção a isso foi o Banco de Emissão do Governo Geral na Polônia (em polonês/polaco:  Bank Emisyjny w Polsce, em alemão:  Emissionbank in Polen).

## Nome
O título completo do regime na Alemanha até julho de 1940 foi o Generalgouvernement für die besetzten polnischen Gebiete, um nome que geralmente é traduzido como "Governo Geral para os Territórios Poloneses Ocupados". O governador Hans Frank, sob a autoridade de Hitler, encurtou o nome em 31 de julho de 1940 para apenas Generalgouvernement.
Uma tradução precisa para o inglês de Generalgouvernement, que é um empréstimo do francês, é "General Governorate", cognato do holandês "Generaliteitslanden". Uma tradução inglesa mais precisa do termo francês "gouvernement" neste contexto não é governo, mas "governadoria", que é um tipo de território administrado centralmente. No original francês e holandês, o "General" no nome é uma referência aos Estados Gerais, a assembléia central que recebeu autoridade para governar diretamente o território.
A designação nazista de Generalgouvernement também deu um aceno para o outrora existente Generalgouvernement Warschau, uma entidade civil criada no território invadido do Império Russo pelo Império Alemão durante a Primeira Guerra Mundial. Este distrito existiu de 1914 a 1918 junto com um governo militar de Lublin controlado pelos austro-húngaros ao lado do curto Reino da Polônia de 1916 a 1918, um estado semelhante formou-se a partir das partes da Polônia então controladas pela Rússia.
A área do Governo Geral também era conhecida coloquialmente como Restpolen (Resto da Polônia).

## História

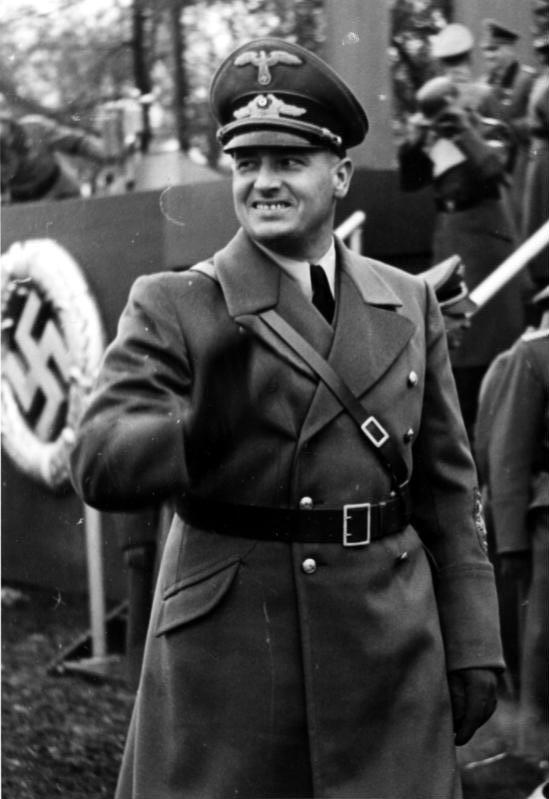
Hans Frank, chefe do Governo Geral, em desfile policial em Cracóvia durante a ocupação alemã da Polônia

Após o ataque da Alemanha à Polônia, todas as áreas ocupadas pelo exército alemão, incluindo a Cidade Livre de Danzigue, inicialmente ficaram sob domínio militar. Esta área se estendia desde a fronteira oriental da Alemanha em 1939 e da Prússia Oriental até o Rio Bug Ocidental, onde os exércitos alemães interromperam seu avanço e se uniram ao Exército Vermelho Soviético de acordo com seu pacto secreto contra a Polônia.
O Pacto Molotov-Ribbentrop assinado em 23 de agosto de 1939 havia prometido o vasto território entre os rios Vístula e Bug à "esfera de influência" soviética na Polônia dividida, enquanto as duas potências teriam governado conjuntamente Varsóvia. Para resolver o desvio do acordo original, os representantes alemães e soviéticos se reuniram novamente em 28 de setembro para delinear uma fronteira permanente entre os dois países. Sob esta versão revisada do pacto, o território em questão foi trocado pela inclusão na esfera soviética da Lituânia, que originalmente caía no âmbito da Alemanha. Com o novo acordo, toda a parte central da Polônia, incluindo a área étnica central dos poloneses, ficou sob controle exclusivamente alemão.

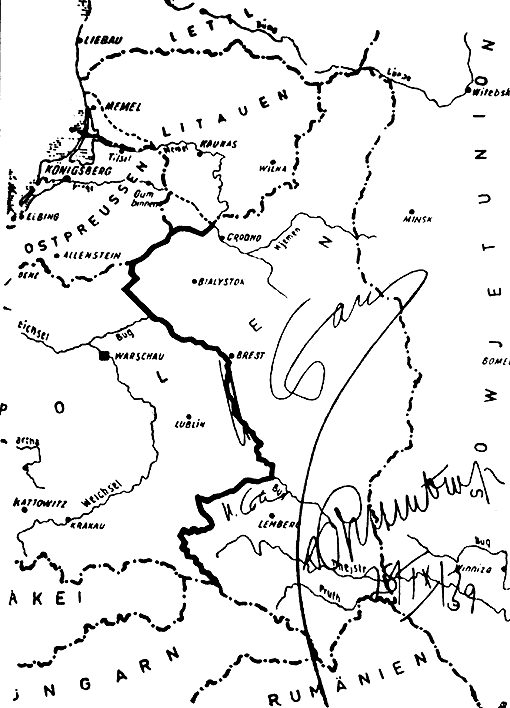
Fronteira germano-soviética desenhada após a invasão nazista-soviética da Polônia, assinada em Moscou por Stalin e Ribbentrop durante o Segundo Pacto Ribbentrop-Molotov conhecido como Tratado de Fronteira de 28 de setembro de 1939

Hitler decretou a anexação direta ao Reich alemão de grandes partes do território polonês ocupado na metade ocidental da zona alemã, a fim de aumentar o Lebensraum do Reich. A Alemanha organizou a maioria dessas áreas como dois novos Reichsgau: Danzig-Prússia Ocidental e Wartheland. As três regiões restantes, as chamadas áreas de Zichenau, Alta Silésia Oriental e o triângulo de Suwałki, foram anexadas à vizinha Gau da Alemanha. Medidas draconianas foram introduzidas tanto pela RKF quanto pela HTO, [a] para facilitar a germanização imediata do território anexado, normalmente resultando em expulsões em massa, especialmente no Warthegau. As partes restantes da antiga Polônia se tornariam um Nebenland alemão (marca, fronteira) como um posto de fronteira do domínio alemão no leste. Um decreto do Führer de 12 de outubro de 1939 estabeleceu o Governo Geral; o decreto entrou em vigor em 26 de outubro de 1939.
Hans Frank foi nomeado governador-geral do Governo Geral. As autoridades alemãs fizeram um forte contraste entre o novo território do Reich e um estado supostamente ocupado que poderia servir como moeda de troca com as potências ocidentais. Os alemães estabeleceram uma fronteira fechada entre as duas zonas alemãs para aumentar a dificuldade de comunicação transfronteiriça entre os diferentes segmentos da população polonesa.
O nome oficial escolhido para a nova entidade foi Generalgouvernement für die besetzten polnischen Gebiete (Governo Geral para os Territórios Poloneses Ocupados), depois alterado para Generalgouvernement (Governo Geral) pelo decreto de Frank de 31 de julho de 1940. No entanto, esse nome não implicava nada sobre a natureza real da administração. As autoridades alemãs nunca consideraram essas terras polonesas (além do curto período de administração militar durante a invasão real da Polônia) como um território ocupado. Os nazistas consideraram que o estado polonês havia efetivamente deixado de existir com sua derrota na campanha de setembro.
No geral, 4 milhões da população de 1939 da área do Governo Geral haviam perdido a vida quando as forças armadas soviéticas entraram na área no final de 1944. Se a resistência polonesa matasse um alemão, 50 a 100 poloneses eram executados pela polícia alemã como punição e advertência para outros poloneses. A maioria dos judeus, talvez até dois milhões, também foi presa e assassinada. Os alemães destruíram Varsóvia após a Revolta de Varsóvia. À medida que os soviéticos avançavam pela Polônia no final de 1944, o Governo Geral entrou em colapso. Tropas americanas capturaram Hans Frank, que havia governado a região, em maio de 1945; ele se tornou um dos réus nos Julgamentos de Nuremberg. Durante o julgamento, ele retomou a prática do catolicismo na infância e expressou arrependimento. Frank entregou quarenta volumes de seus diários ao Tribunal; muitas evidências contra ele e outros foram reunidas a partir deles. Ele foi considerado culpado de crimes de guerra e crimes contra a humanidade. Em 1º de outubro de 1946, ele foi condenado à morte por enforcamento. A sentença foi executada em 16 de outubro.

## Intenções alemãs em relação à região

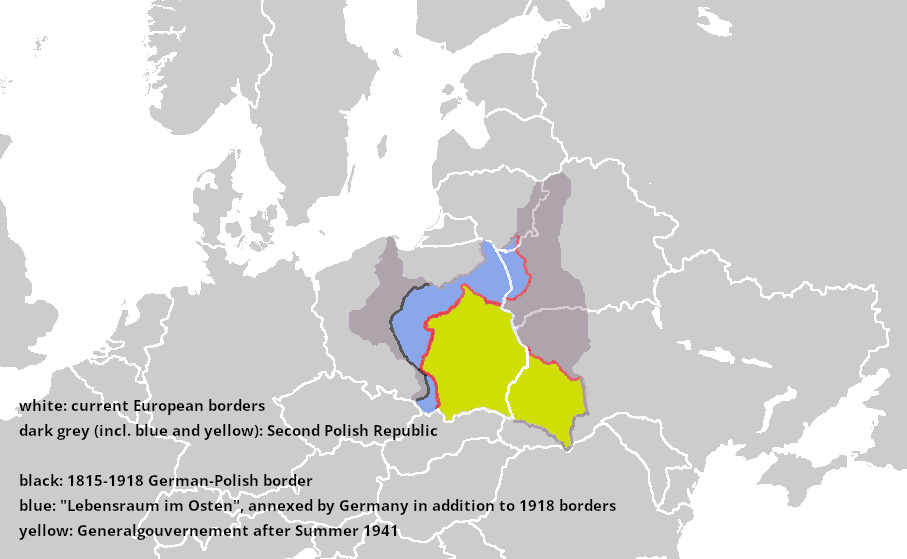
Mapa de Generalgouvernement (amarelo) em comparação com a Segunda República Polonesa (cinza escuro), fronteiras atuais (branco), fronteira germano-polonesa de 1918 (preto) e áreas anexadas pela Alemanha nazista (azul)

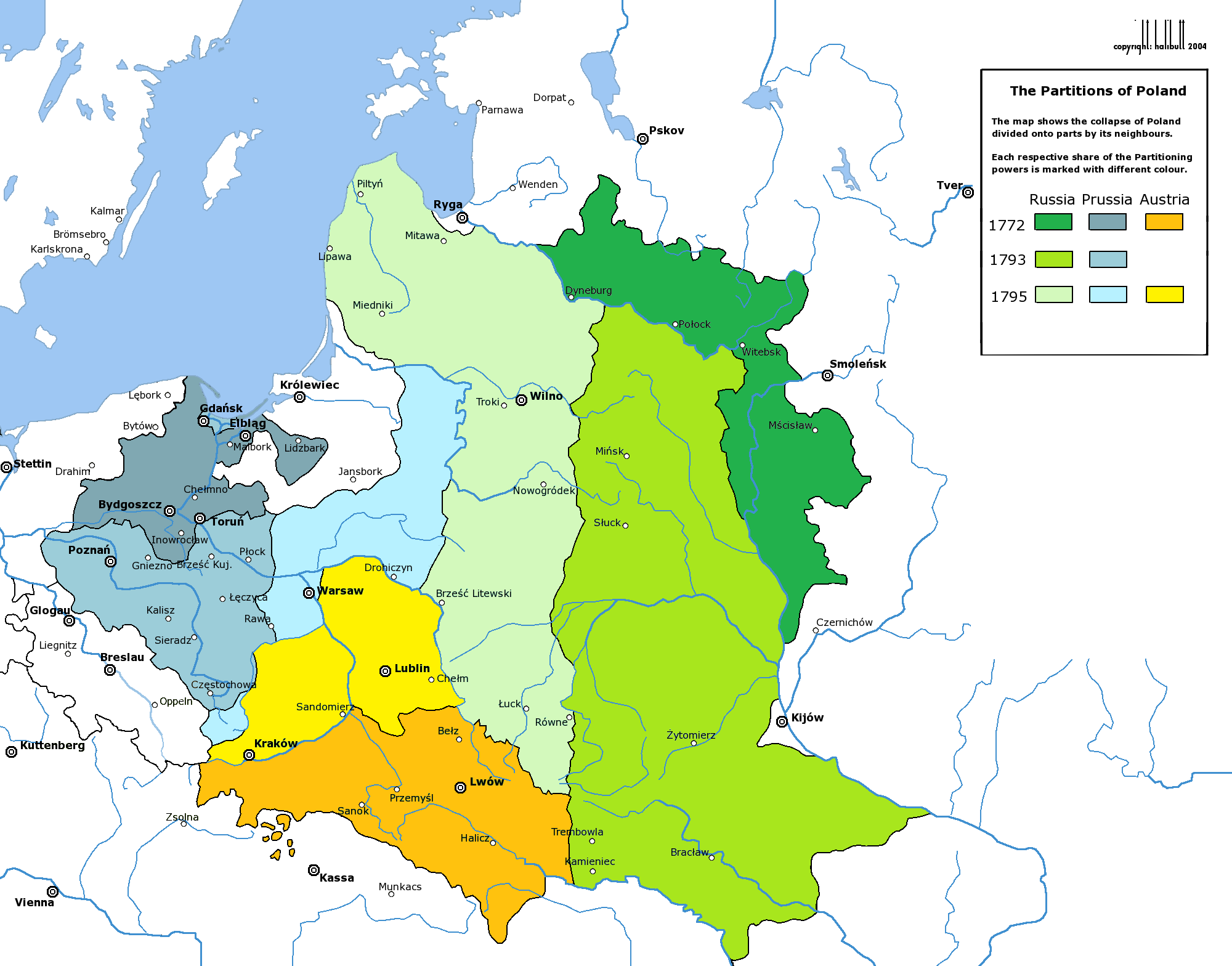
As áreas laranja e amarelas da antiga parte austríaca após a Terceira Partição da União Polaco-Lituana em 1795 correspondem aproximadamente ao Generalgouvernement

A conversão de Varsóvia em uma "cidade modelo" foi planejada em 1940 e, posteriormente, de maneira semelhante à conversão de Berlim. Em março de 1941, Hans Frank informou a seus subordinados que Hitler havia tomado a decisão de "transformar esta região em uma área puramente alemã dentro de 15 a 20 anos". Ele explicou: "Onde 12 milhões de poloneses agora vivem, deve ser povoada por 4 a 5 milhões de alemães. O Generalgouvernement deve se tornar tão alemão quanto a Renânia." Em 1942, Hitler e Frank concordaram que Cracóvia ("com sua capital puramente alemã") e os distritos de Lublin seriam as primeiras áreas a serem repovoadas pelos colonos alemães. Hitler declarou: "Quando esses dois pontos fracos forem fortalecidos, deve ser possível expulsar lentamente os poloneses." Peculiar sobre essas declarações é a circunstância de que não havia colonos alemães suficientes para tornar Wartheland "tão alemão quanto a Renânia". De acordo com notas de Martin Bormann, a política alemã visava reduzir os poloneses de classe baixa ao status de servos, enquanto deportava ou eliminava as classes média e alta e, eventualmente, substituía-os por colonos alemães da "raça superior".
O Governo Geral é o nosso reservatório de força de trabalho para trabalhos de baixo nível (fábricas de tijolos, construção de estradas, etc.) ... Incondicionalmente, deve-se prestar atenção ao fato de que não pode haver "mestres poloneses"; onde há mestres poloneses, e não me importa o quão difícil isso pareça, eles devem ser mortos. (...) O Führer deve enfatizar mais uma vez que para os poloneses só existe um mestre e ele é alemão, não pode haver dois mestres um ao lado do outro e não há consentimento para tal, portanto todos os representantes da intelectualidade polonesa são ser morto... O Governo Geral é uma reserva polonesa, um grande campo de trabalho polonês.— Nota de Martin Bormann da reunião com o Dr. Hans Frank e Adolf Hitler, Berlim, 2 de outubro de 1940.
Os burocratas alemães elaboraram vários planos sobre o futuro da população original. Um pediu a deportação de cerca de 20 milhões de poloneses para a Sibéria ocidental, e a germanização de 4 a 5 milhões; embora a deportação na realidade significasse que muitos poloneses seriam condenados à morte, um pequeno número seria "germanizado" e jovens poloneses de qualidades desejáveis seriam sequestrados e criados na Alemanha. No Governo Geral, todo o ensino secundário foi abolido e todas as instituições culturais polonesas foram fechadas.
Em 1943, o governo selecionou a área de Zamość para posterior germanização devido ao seu fértil solo negro, e os assentamentos coloniais alemães foram planejados. Zamość foi inicialmente renomeado pelo governo para Himmlerstadt (Cidade de Himmler), que mais tarde foi alterada para Pflugstadt ( Cidade Arada), ambos os nomes não foram implementados. A maior parte da população polonesa foi expulsa pelas autoridades de ocupação nazista com brutalidade documentada. Himmler pretendia que a cidade de Lublin tivesse uma população alemã de 20% a 25% no início de 1944 e de 30% a 40% no ano seguinte, quando Lublin seria declarada cidade alemã e um alemão receberia o título de prefeito.

### Dissecação territorial

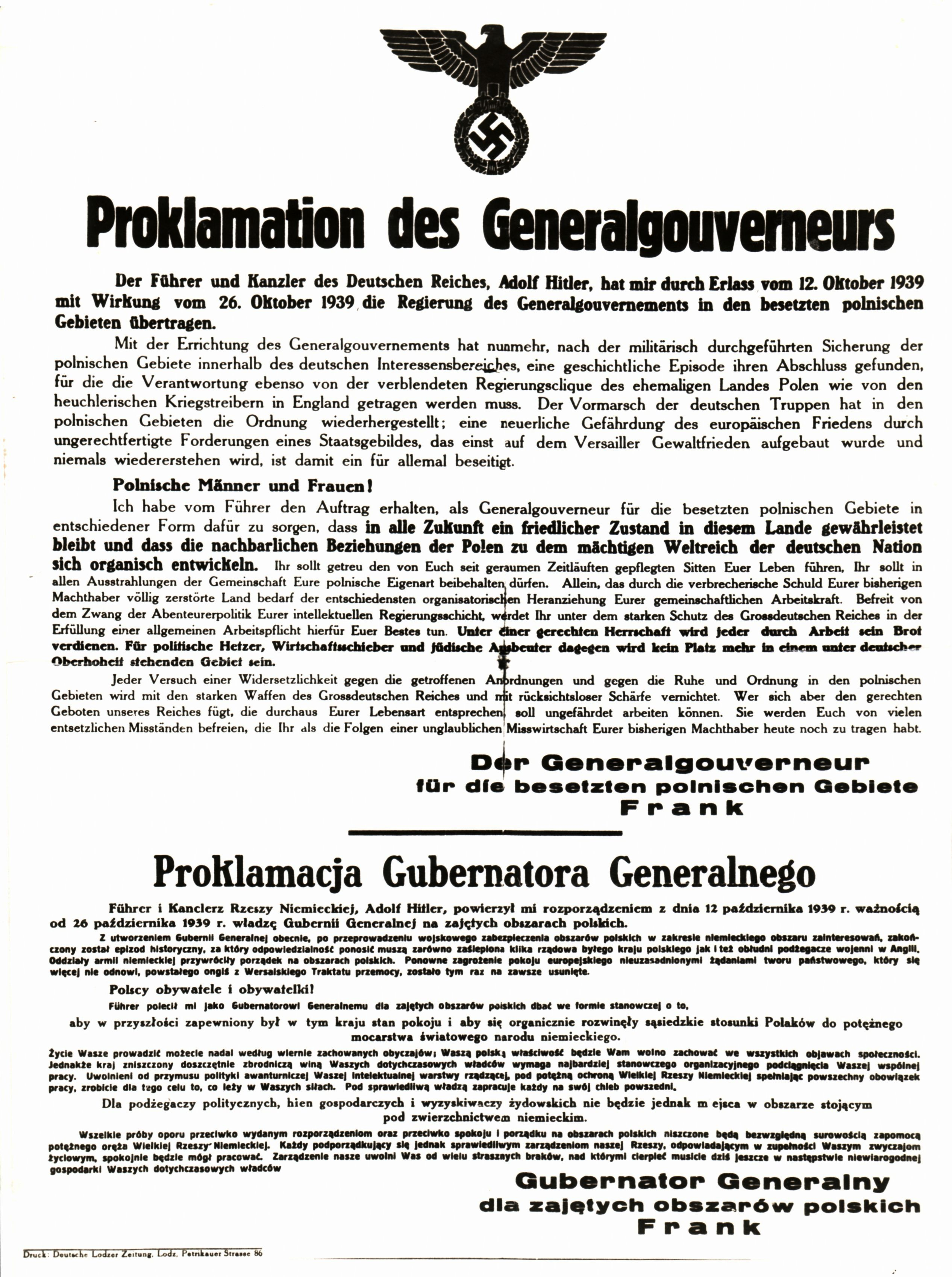
Proclamação oficial do Governo Geral na Polônia pela Alemanha, outubro de 1939

Os planejadores nazistas nunca resolveram definitivamente a questão da reorganização territorial exata das províncias polonesas no caso da vitória alemã no leste. A Alemanha já havia anexado grandes partes da Polônia ocidental pré-guerra (8 de outubro de 1939) antes do estabelecimento do Governo Geral (26 de outubro de 1939), e a região restante também deveria ser incorporada diretamente ao Reich alemão em alguma data futura. A liderança nazista discutiu inúmeras iniciativas com esse objetivo.
A primeira proposta desse tipo (outubro/novembro de 1939) exigia o estabelecimento de um Reichsgau Beskidenland separado, que abrangeria várias seções do sul dos territórios poloneses conquistados em 1939 (cerca de 18.000 km 2 ), estendendo-se desde a área a oeste de Cracóvia até o rio San, a leste. Nessa época, a Alemanha ainda não havia anexado diretamente a área de Łódź, e Łódź (em vez de Cracóvia) servia como a capital do Governo Geral.
Em novembro de 1940, o Gauleiter Arthur Greiser do Reichsgau Wartheland argumentou que os condados de Tomaschow Mazowiecki e Petrikau deveriam ser transferidos do distrito Radom do Governo Geral para seu Gau. Hitler concordou, mas como Frank se recusou a entregar os condados, a resolução da questão da fronteira foi adiada para depois da vitória final.
Ao saber dos planos alemães de criar um " Gau dos godos" (Gotengau) na Crimeia e no sul da Ucrânia após o início (junho de 1941) da Operação Barbarossa, o próprio Frank expressou sua intenção de transformar o distrito sob seu controle em uma província alemã chamada Vandalengau (Gau dos Vândalos) em um discurso que proferiu em 16 de dezembro de 1941.
Quando Frank tentou, sem sucesso, renunciar ao cargo em 24 de agosto de 1942, o secretário do Partido Nazista, Martin Bormann, tentou avançar com um projeto para dissolver o Governo Geral e dividir seu território em vários Reichsgau, argumentando que apenas esse método poderia garantir a germanização do território., ao mesmo tempo em que afirmava que a Alemanha poderia explorar economicamente a área de forma mais eficaz, principalmente como fonte de alimentos. Ele sugeriu separar a população "mais sossegada" dos ex-territórios austríacos (porque esta parte da Polônia esteve sob o domínio germano-austríaco por um longo período de tempo, foi considerada mais racialmente aceitável) do resto dos poloneses e isolar a cidade de Varsóvia como o centro da "criminalidade" e da atividade de resistência clandestina.

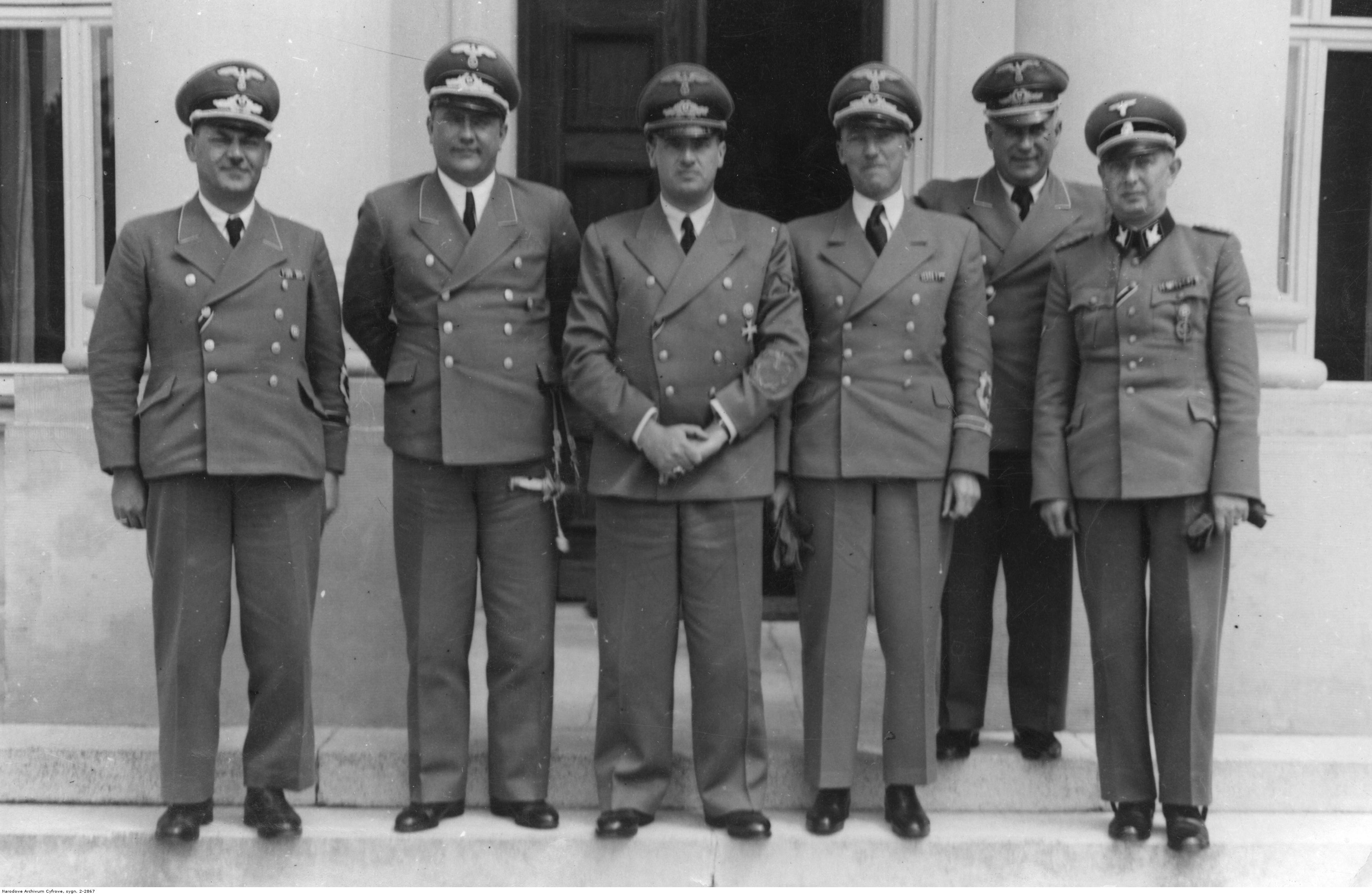
Hans Frank com administradores distritais em 1942 – da esquerda: Ernst Kundt, Ludwig Fischer, Hans Frank, Otto Wächter, Ernst Zörner, Richard Wendler

Ludwig Fischer (governador de Varsóvia de 1939 a 1945) se opôs à proposta de simplificação administrativa resultante dessas discussões. Fischer preparou seu próprio projeto em seu Escritório Central de Ordenação Espacial (Hauptamt für Raumordnung) localizado em Varsóvia. Ele sugeriu o estabelecimento das três províncias Beskiden, Weichselland ("Terra do Vístula") e Galizien (Galícia e Chełm) dividindo os distritos de Radom e Lublin entre eles. Weichselland deveria ter um "caráter polonês", a Galizien um "caráter ucraniano" e a província de Beskiden para fornecer uma "mistura" alemã (ou seja, assentamento colonial). O planejamento territorial posterior realizado por esta organização baseada em Varsóvia sob o comando do Major Dr. Ernst Zvanetti em um estudo de maio de 1943 para demarcar a fronteira oriental da "Europa Central" (ou seja, o Grande Reich Alemão) com a "massa terrestre da Europa Oriental" propôs uma Alemanha Oriental fronteira ao longo da "linha Klaipėda - Odessa".
Neste contexto, o estudo de Zvanetti propôs um reordenamento do "Gaue Oriental" em três blocos geopolíticos: 
- um grupo ocidental compreendendo Gaue Danzig-Westpreußen, Wartheland e Schlesien (Silésia)
- um grupo central com Gaue Ostpreußen (Prússia Oriental), Südpreußen (Prússia do Sul), Litzmannstadt (Łódź) e Beskidenland
- o grupo oriental com Gau Südostpreußen (Sudeste da Prússia) e incluindo Wolhynien (Volínia e o distrito de Lublin), Galizien e Podolien (Podólia).

## Administração
O Governo Geral era administrado por um Governador-Geral (em alemão:  Generalgouverneur) auxiliado pelo Gabinete do Governador Geral (em alemão:  Amt des Generalgouverneurs; alterado em 9 de dezembro de 1940 para o Governo do Governo Geral, em alemão:  Regierung des Generalgouvernements). Durante todo o período de existência do Governo Geral, houve apenas um Governador-Geral: Dr. Hans Frank. A estrutura do NSDAP no General Gouvernment era o Arbeitsbereich Generalgouvernement liderado por Frank.
O Escritório era chefiado pelo Chefe do Governo (em alemão:  Regierung), também conhecido como Secretário de Estado (em alemão:  Staatssekretär) (ou vice-governador) Josef Bühler. Vários outros indivíduos tinham poderes para emitir decretos legislativos além do Governador Geral, principalmente o SS Superior e o Líder da Polícia do Governo Geral (Friedrich-Wilhelm Krüger; de outubro de 1943: Wilhelm Koppe).
Nenhum protetorado do governo está previsto para a Polônia, mas uma administração alemã completa. (...) Camada de liderança da população na Polônia deve ser, na medida do possível, descartada. As outras camadas inferiores da população não receberão escolas especiais, mas serão oprimidas de alguma forma. — Trecho da ata da primeira conferência dos chefes dos principais policiais e comandantes de grupos operacionais liderados pelo vice de Heydrich, SS-Brigadeführer Dr. Werner Best, Berlim, 7 de setembro de 1939

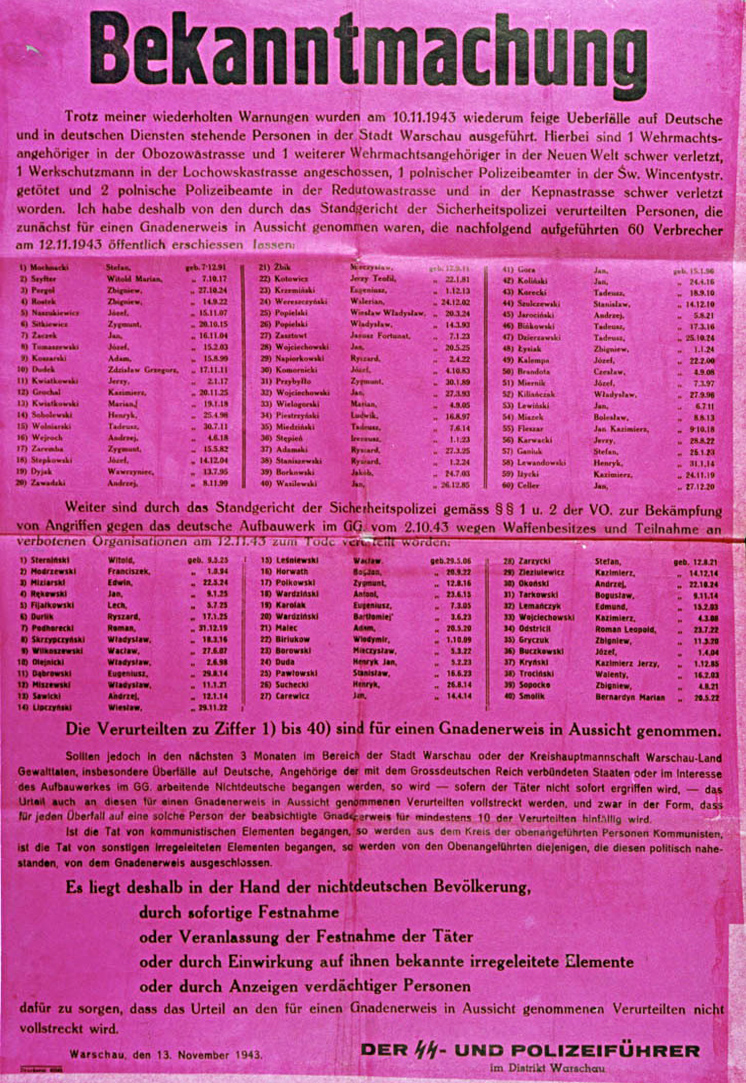
Anúncio da execução de 60 reféns poloneses e uma lista de 40 novos reféns feitos pelas autoridades nazistas na Polônia, 1943

O Governo Geral não teve reconhecimento internacional. Os territórios administrados nunca foram, no todo ou em parte, destinados a qualquer futuro estado polonês dentro de uma Europa dominada pelos alemães. De acordo com o governo nazista, o estado polonês havia efetivamente deixado de existir, apesar da existência de um governo polonês no exílio. O Governo Geral tinha o caráter de uma espécie de Estado colonial. Não era um estado-fantoche polonês, pois não havia representantes poloneses acima da administração local.
A sede do Governo Geral estava localizada em Cracóvia em vez de Varsóvia por motivos de segurança. A língua oficial do estado era o alemão, embora o polonês continuasse sendo usado pelo governo local. Instituições úteis do antigo estado polonês foram mantidas para facilitar a administração. A polícia polonesa, sem oficiais poloneses de alto escalão (eles foram presos ou rebaixados), foi reorganizada como a Polícia Azul e tornou-se subordinada à Ordnungspolizei. O sistema educacional polonês foi mantido de forma semelhante, mas a maioria das instituições superiores foram fechadas. A administração local polonesa foi mantida, subordinada aos novos patrões alemães. O sistema fiscal polonês, incluindo a moeda Złoty, permaneceu em uso, mas com receitas indo para o estado alemão. Um novo banco foi criado; emitiu novas cédulas.
Os alemães tentaram jogar ucranianos e poloneses uns contra os outros. Nas áreas de etnia ucraniana anexadas pela Alemanha, a partir de outubro de 1939, foram estabelecidos Comitês Ucranianos com o objetivo de representar a comunidade ucraniana perante as autoridades alemãs e auxiliar os cerca de 30.000 refugiados ucranianos que fugiram dos territórios controlados pelos soviéticos. Esses comitês também realizavam atividades culturais e econômicas que haviam sido proibidas pelo governo polonês anterior. Escolas, coros, sociedades de leitura e teatros foram abertos, e vinte igrejas ucranianas que haviam sido fechadas pelo governo polonês reabriram. Em março de 1941, havia 808 sociedades educacionais ucranianas com 46.000 membros.
Uma editora ucraniana e imprensa periódica foi criada em Cracóvia, que - apesar de ter que lutar com censores alemães e escassez de papel - conseguiu publicar livros escolares, clássicos da literatura ucraniana e as obras de escritores ucranianos dissidentes da União Soviética. União. Krakivs'ki Visti foi chefiado por Frank até o final da Segunda Guerra Mundial e teve como editor Michael Chomiak. Era "o principal jornal jurídico" do Governo Geral e "atraiu mais (e melhores) colaboradores, entre os quais estavam as figuras culturais ucranianas mais proeminentes do (início) do século XX".
As organizações ucranianas dentro do Governo Geral foram capazes de negociar a libertação de 85.000 prisioneiros de guerra ucranianos do conflito germano-polonês (embora não tenham conseguido ajudar os prisioneiros de guerra soviéticos de etnia ucraniana).
Após a guerra, o Supremo Tribunal Nacional Polonês declarou que o governo do Governo Geral era uma instituição criminosa.

### Sistema judicial

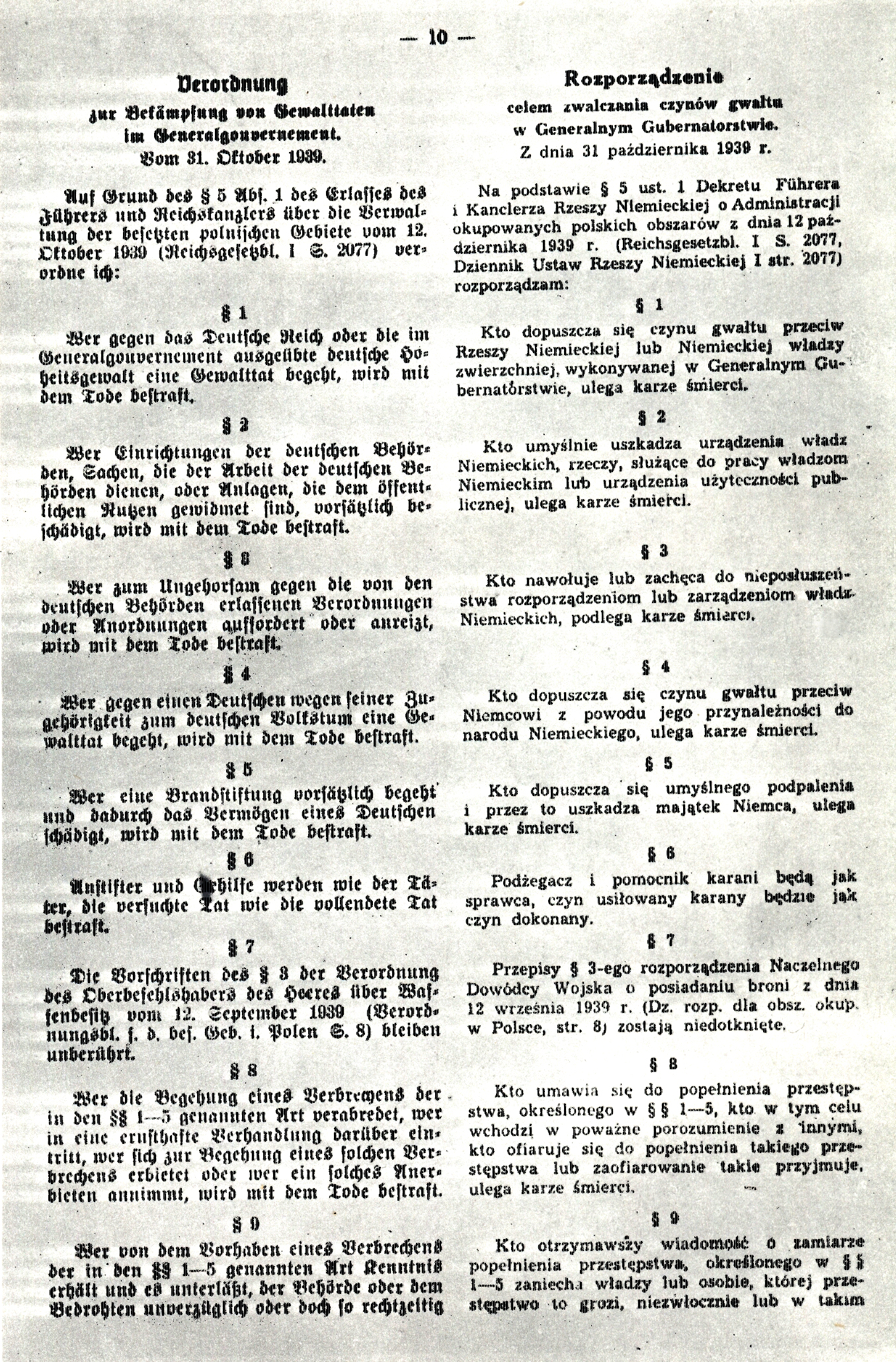
Parte da portaria de Hans Frank de 31 de outubro de 1939 sobre "combater os atos de violência no Governo Geral"

Além dos tribunais militares alemães sumários, nenhum tribunal funcionou na Polônia entre a invasão alemã e o início de 1940. Naquela época, o sistema judiciário polonês foi restabelecido e tomava decisões em casos que não diziam respeito aos interesses alemães, para os quais um sistema judiciário alemão paralelo foi estabelecido. O sistema alemão foi priorizado em casos de sobreposição de competências.
Novas leis foram aprovadas, discriminando os poloneses étnicos e, em particular, os judeus. Em 1941, uma nova lei criminal foi introduzida, introduzindo muitos novos crimes e tornando a pena de morte muito comum. A pena de morte foi introduzida para, entre outras coisas:
- em 31 de outubro de 1939, por quaisquer atos contra o governo alemão
- em 21 de janeiro de 1940, para especulação econômica
- em 20 de fevereiro de 1940, por espalhar doenças sexualmente transmissíveis
- em 31 de julho de 1940, para todos os oficiais poloneses que não se registraram imediatamente na administração alemã (para serem levados para campos de prisioneiros de guerra)
- em 10 de novembro de 1941, por dar qualquer assistência aos judeus
- em 11 de julho de 1942, para agricultores que não forneceram as colheitas solicitadas
- em 24 de julho de 1943, por não ingressar nos batalhões de trabalhos forçados (Baudienst) quando solicitado
- em 2 de outubro de 1943, por impedir o Plano de Reconstrução Alemão

### Policiamento
A polícia no Governo Geral foi dividida em:
- Ordnungspolizei (OrPo)
- a Polícia Azul (polonesa sob controle alemão)
- Sicherheitspolizei composto por:
  - Kriminalpolizei
  - Gestapo

Os batalhões da Ordnungspolizei mais numerosos concentraram-se em funções de segurança tradicionais como força de ocupação. Alguns deles estiveram diretamente envolvidos nas operações de pacificação. No rescaldo da Segunda Guerra Mundial, este último papel foi obscurecido pela falta de provas judiciais e pela ofuscação deliberada, enquanto a maior parte do foco estava nos mais conhecidos Einsatzgruppen ("Grupos operacionais") que se reportavam ao RSHA liderados por Reinhard Heydrich. em 6 de Maio de 1940 O Gauleiter Hans Frank, estacionado na Cracóvia ocupada, estabeleceu o Sonderdienst, baseado em formações SS semelhantes chamadas Selbstschutz operando no distrito de Wartheland da parte ocidental da Polônia anexada pela Alemanha desde 1939. Os Sonderdienst eram formados por Volksdeutsche alemães étnicos que viviam na Polônia antes do ataque e se juntaram à força invasora depois disso. No entanto, após a Operação Barbarossa de 1941, eles incluíram também os prisioneiros de guerra soviéticos que se ofereceram para treinamento especial, como os "homens Trawniki" (alemão: Trawnikimänner) implantados em todos os principais locais de matança da "Solução Final". Muitos desses homens não sabiam alemão e exigiam tradução de seus comandantes nativos.:366 A Polícia Auxiliar Ucraniana foi formada no Distrikt Galizien em 1941, muitos policiais desertaram em 1943 ingressando na UPA.
Os ex-policiais poloneses, sem oficiais poloneses de alto escalão (que foram presos ou rebaixados), foram convocados para a Polícia Azul e ficaram subordinados ao Ordnungspolizei local.
Cerca de 3.000 homens serviram com o Sonderdienst no Governo Geral, formalmente atribuídos ao chefe da administração civil. A existência de Sonderdienst constituía um grave perigo para os poloneses não judeus que tentavam ajudar judeus em guetos nas cidades, como no gueto de Minsk Mazowiecki, entre muitos outros, porque poloneses cristãos foram executados sob a acusação de ajudar judeus.
Existia também um Serviço de Protecção Florestal, responsável pelo policiamento das áreas arborizadas do Governo Geral. Além de uma Bahnpolizei que policiava ferrovias.
Os alemães usaram prisões polonesas pré-guerra e organizaram novas, como no bairro policial da Avenida Jan Chrystian Schuch em Varsóvia e no centro de tortura Under the Clock em Lublin.
A administração alemã construiu um sistema de terror para controlar o povo polonês, reforçando relatórios de quaisquer atividades ilegais, por exemplo, escondendo ciganos, prisioneiros de guerra, guerrilheiros, judeus. Os alemães designaram reféns, aterrorizaram líderes locais, aplicaram responsabilidade coletiva. A polícia alemã usou operações policiais para encontrar e matar os socorristas das pedreiras alemãs.

### Forças militares de ocupação
Através da ocupação, a Alemanha desviou um número significativo de suas forças militares para manter o controle sobre os territórios poloneses.
| Período           | Exército da Wehrmacht                                                              | Polícia e SS (inclui apenas forças alemãs) | Total     |
| ----------------- | ---------------------------------------------------------------------------------- | ------------------------------------------ | --------- |
| outubro de 1939   | 550.000                                                                            | 80.000                                     | 630.000   |
| abril de 1940     | 400.000                                                                            | 70.000                                     | 470.000   |
| junho de 1941     | 2.000.000 (número alto devido ao ataque iminente às posições soviéticas)           | 50.000                                     | 2.050.000 |
| fevereiro de 1942 | 300.000                                                                            | 50.000                                     | 350.000   |
| abril de 1943     | 450.000                                                                            | 60.000                                     | 510.000   |
| novembro de 1943  | 550.000                                                                            | 70.000                                     | 620.000   |
| abril de 1944     | 500.000                                                                            | 70.000                                     | 570.000   |
| setembro de 1944  | 1.000.000 (uma pequena porcentagem participou da supressão da Revolta de Varsóvia) | 80.000                                     | 1.080.000 |

### Propaganda nazista
A propaganda foi dirigida pelo Fachabteilung für Volksaufklärung und Propaganda (FAVuP), desde a primavera de 1941 Hauptabteilung Propaganda (HAP). Prasą kierował Dienststelle der Pressechef der Regierung des Generalgouvernements, aw Berlinie Der Bevollmächtige des Generalgouverneurs in Berlin.

#### Propaganda antissemita

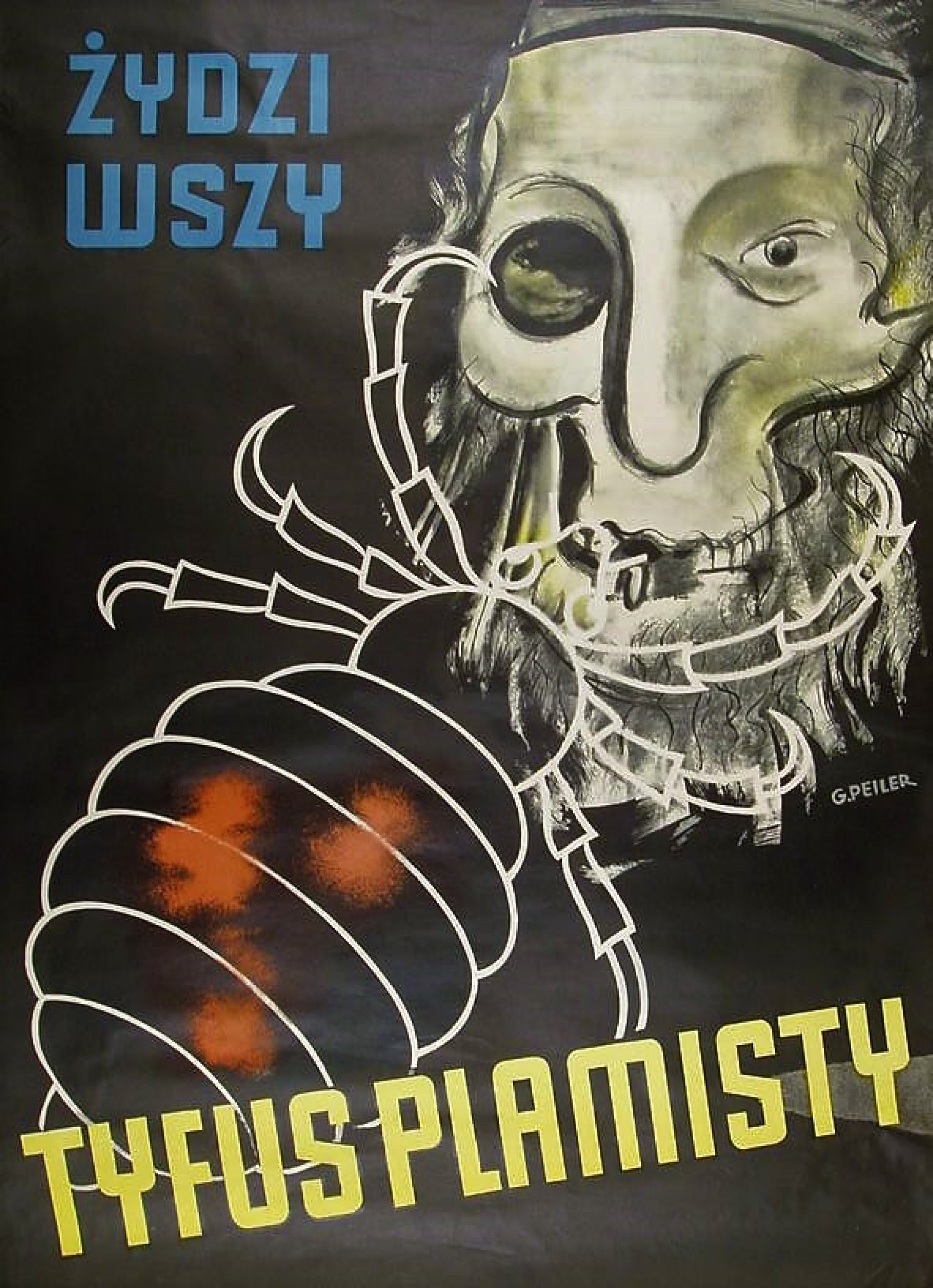
Pôster de propaganda antissemita nazista

Milhares de cartazes antissemitas foram distribuídos em Varsóvia.

#### Propaganda política
Os alemães queriam que os poloneses obedecessem às ordens.

#### Jornais em língua polonesa
- Nowy Kurier Warszawski
- Kurier Częstochowski
- Goniec Krakowski
- Dziennik Radomski
- Goniec Codzienny
- Ilustrowany Kurier Polski
- Gazeta Lwowska
- Fala

#### Cinemas

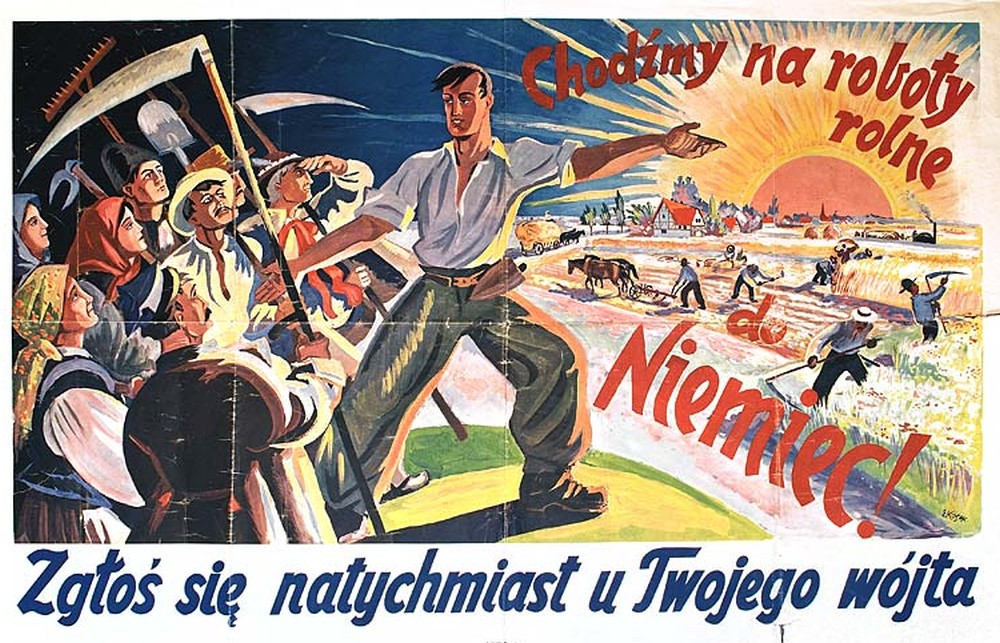
Cartaz de recrutamento em polonês alemão: "'Vamos fazer trabalho agrícola na Alemanha!' Veja seu Vogt imediatamente."

Os cinejornais de propaganda do Die Deutsche Wochenschau (A Revisão Semanal Alemã) precederam as exibições de longas-metragens. Alguns longas-metragens também continham propaganda nazista. O underground polonês desencorajava os poloneses de irem ao cinema, aconselhando-os, nas palavras do dístico rimado, "Tylko świnie / siedzą w kinie" ("Só os porcos vão ao cinema").
Na Polônia ocupada, não havia indústria cinematográfica polonesa. No entanto, alguns poloneses colaboraram com os alemães na produção de filmes como o filme de propaganda antipolonês de 1941, Heimkehr (Homecoming). Nesse filme, o casting para papéis menores interpretados por atores judeus e poloneses foi feito por Igo Sym, que durante as filmagens foi baleado em seu apartamento em Varsóvia pelo movimento de resistência União Polonesa de Luta Armada; depois da guerra, os artistas poloneses foram condenados por colaboração em um empreendimento de propaganda antipolonesa, com punições que iam da repreensão oficial à prisão.

#### Teatros
Todos os teatros poloneses foram dissolvidos. Um teatro alemão , o Theatre der Stadt Warschau, foi formado em Varsóvia junto com um polonês controlado pelos alemães, Teatr Miasta Warszawy . Existia também um teatro de comédia Teatr Komedia e 14 pequenos. O Teatro Juliusz Słowacki em Cracóvia foi usado pelos alemães.

#### Propaganda de rádio
Os poloneses não tinham permissão para usar aparelhos de rádio. Qualquer conjunto deveria ser entregue à administração local até 25 de janeiro de 1940. Alemães étnicos foram obrigados a registrar seus conjuntos.
As autoridades alemãs instalaram megafones para fins de propaganda, chamados pelos poloneses de szczekaczki (do pol. szczekać "latir").

### Execuções públicas

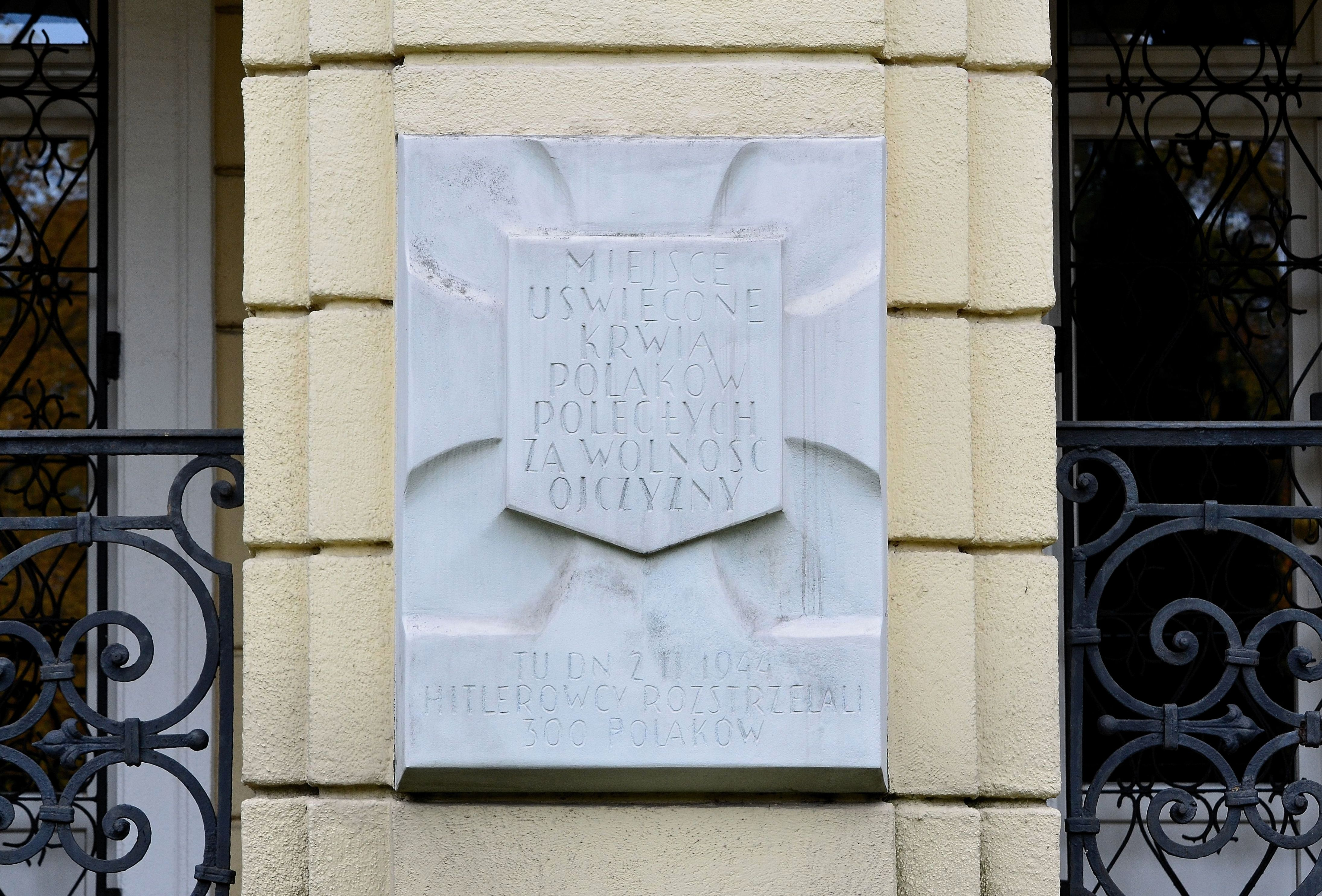
Mesa memorial de execução pública da Avenida Ujazdów, Varsóvia

Os alemães mataram milhares de poloneses, muitos deles reféns civis, nas ruas de Varsóvia e locais ao redor de Varsóvia (anel de Varsóvia), para aterrorizar a população – eles atiraram ou os enforcaram. As execuções foram ordenadas principalmente pelo nazista austríaco Franz Kutschera, SS e chefe da polícia, de setembro de 1943 até janeiro de 1944.

### Planejamento urbano e rede de transporte
Varsóvia deveria ser reconstruída de acordo com o Plano Pabst. O bairro governamental estava situado ao redor da Praça Piłsudski.
A capital do GG Cracóvia foi reconstruída de acordo com o Generalbebauungsplan von Krakau por Hubert Ritter. Hans Frank reconstruiu sua residência no Castelo Real de Wawel. Dębniki (Cracóvia) era o quarteirão administrativo nazista planejado. Área residencial exclusivamente alemã foi construída perto do Parque Krakowski.
Os alemães construíram a linha férrea Łódź-Radom (parcialmente em GG) e a casa das máquinas em Radom.

## Distritos administrativos
Para fins administrativos, o Governo Geral foi subdividido em quatro distritos (Distrikte). Estes eram o Distrikt Warschau, o Distrikt Lublin, o Distrikt Radom e o Distrikt Krakau. Após a Operação Barbarossa contra os soviéticos em junho de 1941, a Galícia Oriental (parte da Polônia, anexada pela República Socialista Soviética da Ucrânia com base no Pacto Ribbentrop-Molotov), foi incorporada ao Governo Geral e tornou-se seu quinto distrito: Distrikt Galizien. As novas unidades administrativas alemãs eram muito maiores do que aquelas organizadas pelo governo polonês, refletindo a falta alemã de pessoal administrativo suficiente para o pessoal de unidades menores.
Os cinco distritos foram subdivididos em condados urbanos (Stadtkreise) e condados rurais (Kreishauptmannschaften). Seguindo um decreto em 15 de setembro de 1941, os nomes da maioria das principais cidades (e seus respectivos condados) foram renomeados com base em dados históricos alemães ou receberam versões germanificadas de seus nomes poloneses e soviéticos, se nenhum existisse. Às vezes, os nomes anteriores também permaneceram os mesmos (ou seja, aleatório). Os distritos e condados eram os seguintes:
| Distrikt Warschau                          | |
| Stadtkreise                                | Warschau (Varsóvia) |
| Kreishauptmannschaften                     | Garwolin, Grojec (Grójec), Lowitsch (Łowicz), Minsk (Mińsk Mazowiecki), Ostrau ( Ostrów Mazowiecka), Siedlce, Skierniewice 2, Sochaczew, Sokolow-Wengrow ( Sokołów Podlaski - Węgrów), Warschau-Land                                                            |
| Distrikt Krakau                            | |
| Stadtkreis / kreisfreie Stadt (desde 1940) | Krakau (Cracóvia) |
| Kreishauptmannschaften                     | Dembitz (Dębica), Jaroslau (Jarosław), Jassel (Jasło), Krakau-Land, Krosno 1, Meekow (Miechów), Neumarkt (Nowy Targ), Neu-Sandez (Nowy Sącz), Przemyśl 1, Reichshof (Rzeszów), Sanok, Tarnau (Tarnów)                                                           |
| Distrikt Lublin                            | |
| Stadtkreise                                | Lublin |
| Kreishauptmannschaften                     | Biala-Podlaska (Biała Podlaska), Biłgoraj, Cholm (Chełm), Grubeschow (Hrubieszów), Janów Lubelski, Krasnystaw, Lublin-Land, Puławy, Rehden ( Radzyń Podlaski), Zamosch/Himmlerstadt/Pflugstadt (Zamość)                                                         |
| Distrikt Radom                             | |
| Stadtkreise                                | Kielce, Radom, Tschenstochau (Częstochowa) |
| Kreishauptmannschaften                     | Busko (Busko-Zdrój), Jędrzejów, Kielce-Land, Konskie (Końskie), Opatau (Opatów), Petrikau (Piotrków Trybunalski), Radom-Land, Radomsko, Starachowitz (Starachowice), Tomaschow Mazowiecki (Tomaszów Mazowiecki)                                                 |
| Distrikt Galizien                          | |
| Stadtkreise                                | Lemberg (Lviv/Lwów) |
| Kreishauptmannschaften                     | Breschan (Berezhany), Tschortkau (Chortkiv), Drohobych, Kamionka-Strumilowa (Kamianka-Buzka), Kolomea (Kolomyia), Lemberg-Land, Rawa-Ruska (Rava-Ruska), Stanislau (Ivano-Frankivsk), Sambor (Sambir) Stryi, Ternopil, Solotschiw (Zolochiv), Kallusch (Kalush) |
|                                            | 1, adicionado após 1941. 2, removido após 1941. |

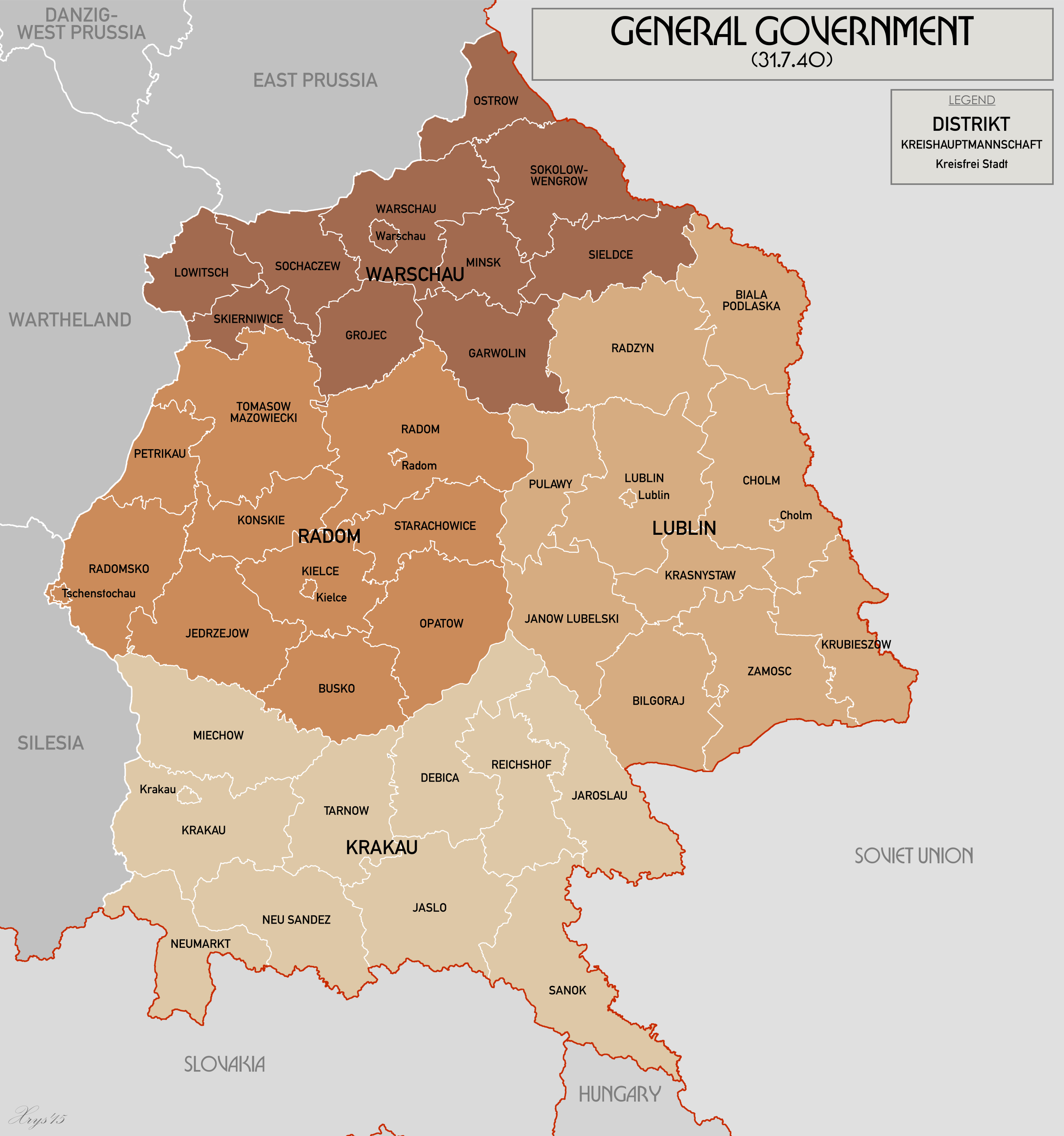
Mapa administrativo do Governo Geral, julho de 1940 (antes de Barbarossa)

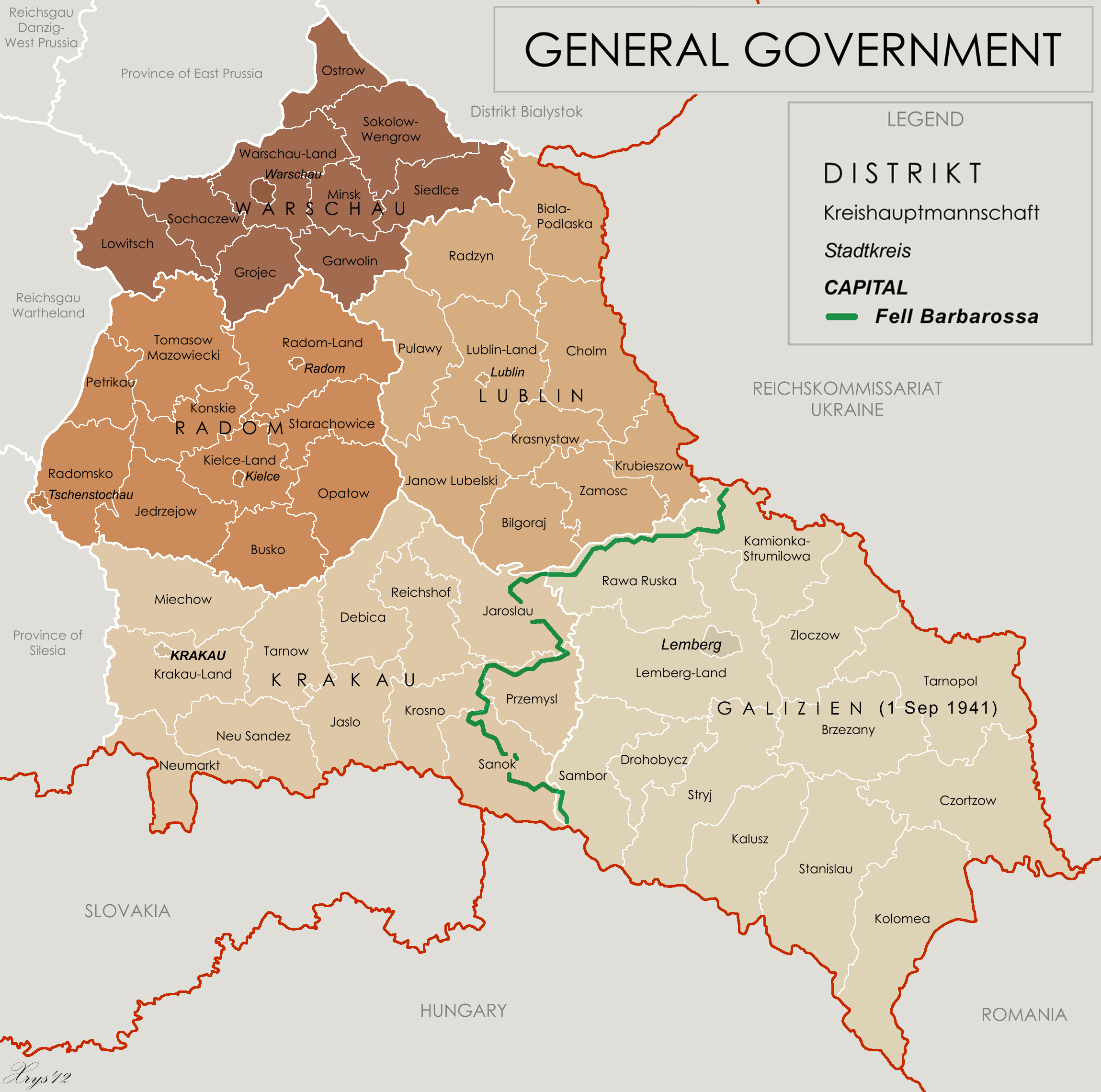
Mapa administrativo do Governo Geral, julho de 1941 - janeiro de 1944 depois de Barbarossa

Uma mudança na estrutura administrativa foi desejada pelo ministro das Finanças, Lutz von Krosigk, que por razões financeiras queria ver os cinco distritos existentes (Varsóvia, Cracóvia, Radom, Lublin e Galícia) reduzidos a três. Em março de 1943, ele anunciou a fusão dos distritos de Cracóvia e Galícia e a divisão do distrito de Varsóvia entre o distrito de Radom e o distrito de Lublin. (Este último adquiriu um status especial de "distrito Germandom", Deutschtumsdistrikt, como um "teste" da germanização de acordo com o Generalplan Ost.) A reestruturação envolveu ainda mais a mudança de Varsóvia e Cracóvia em cidades-distritos separados (Stadtdistrikte), com Varsóvia sob o controle direto do Governo Geral. Este decreto deveria entrar em vigor em 1º de abril de 1943 e foi nominalmente aceito por Heinrich Himmler, mas Martin Bormann se opôs à mudança, pois ele simplesmente queria ver a região transformada em Reichsgaue (Alemanha propriamente dita). Wilhelm Frick e Friedrich-Wilhelm Krüger também estavam céticos sobre a utilidade dessa reorganização, resultando em sua abolição após discussões subsequentes entre Himmler e Frank.

## Dados demográficos
O Governo Geral foi habitado por 11,4 milhões de pessoas em dezembro de 1939. Um ano depois, a população aumentou para 12,1 milhão. Em dezembro de 1940, 83,3% da população eram poloneses, 11,2% judeus, 4,4% ucranianos e bielorrussos, 0,9% alemães e 0,2% outros. Cerca de 860.000 poloneses e judeus foram reassentados no Governo Geral depois de terem sido expulsos dos territórios 'anexados' pela Alemanha nazista. Compensando isso, estava a campanha genocida alemã de liquidação da intelectualidade polonesa e outros elementos considerados prováveis de resistir. A partir de 1941, as doenças e a fome também começaram a reduzir a população.
Os poloneses também foram deportados em grande número para trabalhar como trabalho forçado na Alemanha: eventualmente, cerca de um milhão foram deportados, muitos dos quais morreram na Alemanha. Em 1940, a população foi segregada em diferentes grupos. Cada grupo tinha direitos diferentes, rações alimentares, faixas permitidas nas cidades, transporte público e restaurantes restritos. Eles foram divididos dos mais privilegiados aos menos.
| Nacionalidade | Consumo diário de energia alimentar |
| ------------- | ----------------------------------- |
| alemães       | 2,310 Cal (9,700 kJ)                |
| estrangeiros  | 1,790 Cal (7,500 kJ)                |
| ucranianos    | 930 Cal (3,900 kJ)                  |
| poloneses     | 654 Cal (2,740 kJ)                  |
| judeus        | 184 Cal (770 kJ)                    |

1. Alemães da Alemanha (Reichdeutsche),
2. Alemães de fora, alemães étnicos ativos, Volksliste categoria 1 e 2 (ver Volksdeutsche).
3. Alemães de fora, alemães passivos e membros de famílias (este grupo também incluía alguns poloneses étnicos), Volksliste categoria 3 e 4,
4. ucranianos,
5. Highlanders (Goralenvolk) – uma tentativa de dividir a nação polonesa usando colaboradores locais
6. poloneses (parcialmente exterminados),
7. Povo cigano (eventualmente amplamente exterminado como uma categoria),
8. Judeus (eventualmente amplamente exterminados como uma categoria).

## Economia
Após a invasão da Polônia em 1939, judeus com mais de 12 anos e poloneses com mais de 14 anos que viviam no Governo Geral foram submetidos a trabalhos forçados. Muitos poloneses de outras regiões da Polônia conquistadas pela Alemanha foram expulsos para o Governo Geral e a área foi usada como uma piscina de trabalho escravo de onde homens e mulheres eram levados à força para trabalhar como trabalhadores em fábricas e fazendas na Alemanha. Em 1942, todos os não alemães que viviam no Governo Geral foram submetidos a trabalhos forçados.
Partes de Varsóvia e várias cidades (Wieluń, Sulejów, Frampol) foram destruídas durante a guerra polaco-alemã em setembro de 1939. Os poloneses não conseguiram comprar nenhum material de construção para reconstruir suas casas ou empresas. Eles perderam suas economias e a moeda GG, apelidada de "Młynarki", era administrada pelo Banco Emisyjny w Polsce, controlado pelos alemães.

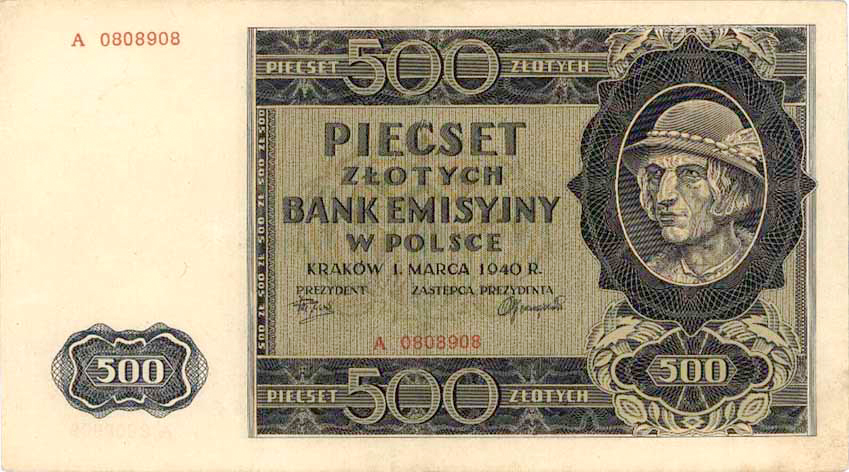
O chamado "Góral" - cédula de 500 złoty usada nos territórios do GG

A antiga propriedade do estado polonês foi confiscada pelo Governo Geral (ou pela Alemanha nazista nos territórios anexados). Propriedades notáveis de indivíduos poloneses (ex. fábricas e grandes propriedades rurais) também eram frequentemente confiscadas e administradas por "trusts" alemães (em alemão:  Treuhänder). A população judaica foi deportada para os guetos, suas residências e negócios foram confiscados pelos alemães, pequenos negócios às vezes foram passados para os poloneses. Os fazendeiros eram obrigados a fornecer grandes contingentes de alimentos para os alemães, e havia planos de nacionalização de todas as propriedades, exceto as menores.
A administração alemã implementou um sistema de exploração do povo judeu e polonês, que incluía altos impostos.

## Alimentação
Enquanto os estudiosos debatem se de setembro de 1939 a junho de 1941 a fome em massa do povo judeu da Europa foi uma tentativa de conduzir assassinato em massa, concorda-se que essa fome matou uma grande quantidade dessa população. Houve uma mudança na quantidade de recursos que estavam sendo usados pelo Generalgouvernement de 1939 a 1940. Por exemplo, em 1939, sete milhões de toneladas de carvão foram usadas, mas em 1940 isso foi reduzido para quatro milhões de toneladas de carvão usado pelo Generalgouvernement. Essa mudança foi emblemática da escassez de suprimentos, privando os judeus e poloneses de sua única fonte de aquecimento. Embora antes da guerra a Polônia exportasse grandes quantidades de alimentos, em 1940 o Generalgouvernement não conseguia fornecer alimentos suficientes para o país, exportando, no entanto, suprimentos de alimentos. Em dezembro de 1939, os comitês de recepção polonês e judeu, bem como os funcionários locais nativos, todos dentro do Generalgouvernement, foram responsáveis por fornecer comida e abrigo aos poloneses e judeus que evacuaram. No processo de expulsão, a ajuda prestada aos poloneses e judeus evacuados pelo Generalgouvernement foi considerada um ramo fraco do processo geral. Ao longo de 1939, o Reichsbahn foi responsável por muitas das outras tarefas importantes, incluindo as deportações de poloneses e judeus para campos de concentração, bem como a entrega de alimentos e matérias-primas para diferentes lugares. Em dezembro de 1940, 87.833 poloneses e judeus foram deportados, o que acrescentou estresse às diferentes administrações que agora eram responsáveis por esses deportados. Durante as deportações, as pessoas eram obrigadas a residir nos trens por dias até que se encontrasse um lugar para elas ficarem. Entre o frio e a falta de comida, muitos deportados morreram devido a mortes no transporte causadas por desnutrição, frio e, além disso, condições de transporte inabitáveis.
Os preços dos alimentos fora dos guetos e campos de concentração tinham que ser fixados a um preço razoável para que se alinhassem com o mercado negro; estabelecer preços a uma taxa razoável garantiria que os agricultores não vendessem suas colheitas ilegalmente. Se os preços fossem muito altos nas cidades, havia a preocupação de que os trabalhadores não pudessem pagar pela comida e protestar contra os preços. Devido à inflação de preços que ocorria no Generalgouvernement, muitos lugares dependiam do sistema de escambo (troca de mercadorias por outras mercadorias em vez de dinheiro). "Introduzindo o racionamento em setembro de 1940, o marechal Petain insistiu que 'todos devem assumir sua parcela de dificuldades comuns'." Havia claramente uma instabilidade alimentar não só nos guetos, mas também nas cidades, o que fazia com que todos se conscientizassem sobre o racionamento de alimentos e piorasse as condições do povo judeu. Enquanto os trabalhadores na Noruega e na França protestaram contra o novo racionamento de alimentos, a Alemanha e o Reino Unido, onde os cidadãos apoiaram os esforços de guerra, apoiaram mais o racionamento, portanto, foi mais eficaz. Os casos em que um país estava sendo ocupado fizeram com que os cidadãos ficassem mais hesitantes sobre o racionamento de alimentos e, em geral, não era tão eficaz. Em dezembro de 1941, foi reconhecido pelo Generalgouvernement que matar o povo judeu de fome era uma solução barata e conveniente. Em agosto de 1942, as remessas de alimentos necessárias do Governo Geral para o Reich foram aumentadas e decidiu-se que 1,2 milhão de judeus que não estavam concluindo trabalhos "importantes para a Alemanha" não receberiam mais comida. Os nazistas conheciam os efeitos de privar o povo judeu de comida, mas isso continuou; a revolta final contra a raça judaica foi o assassinato em massa devido à fome. O Ministério da Alimentação e Agricultura administrou as rações de alimentos nos campos de concentração. A administração de cada campo obtinha comida do mercado livre e depósitos da Waffen-SS (Standartenführer Tschentscher). Assim que a comida chegava ao acampamento, cabia à administração distribuí-la. A dieta dos judeus nesses campos era "sopa de nabo aguada, bebida em panelas; era suplementada por uma refeição noturna de pão de serragem com um pouco de margarina, 'marmelada fedorenta' ou 'linguiça pútrida'. Entre as duas refeições, os detentos tentaram lamber algumas gotas de água poluída da torneira de um quartel de lavagem."

### Mercado negro
Durante esse ambiente de escassez de alimentos, os judeus recorreram ao mercado negro em busca de qualquer fonte de sustento. O mercado negro foi importante dentro e fora dos guetos de 1940 a 1944. Fora dos guetos, o mercado negro existia porque as rações não eram altas o suficiente para os cidadãos permanecerem saudáveis. Nos guetos da Europa Oriental, em agosto de 1941, a população judaica reconheceu que, se fossem forçados a permanecer nesses guetos, acabariam morrendo de fome. Muitas pessoas que estavam em guetos faziam negócios com o mundo exterior para se manterem vivas. Os judeus foram obrigados a residir em guetos, onde a economia estava isolada e havia grande escassez de alimentos, o que fazia com que fossem vistos como fonte de mão de obra barata; muitos recebiam comida comprada do lado ariano da muralha em troca de seu trabalho. O isolamento das pessoas confinadas em guetos fez com que houvesse uma desconexão entre o comprador e o vendedor, que agregou outro ator: o intermediário do mercado negro. O intermediário do mercado negro teria lucro criando conexões entre vendedores e compradores. Embora a oferta e a demanda fossem inelásticas nesses guetos, a venda dessa comida no mercado negro era extremamente competitiva e fora do alcance da maioria dos judeus nos guetos.

## Resistência
A resistência à ocupação alemã começou quase imediatamente, embora haja pouco terreno na Polônia adequado para operações de guerrilha. Várias pequenas tropas do exército apoiadas por voluntários lutaram até a primavera de 1940, por exemplo, sob o comando do major Henryk Dobrzański, após o que cessaram devido às execuções alemãs de civis como represália.

Bandeira do Exército da Pátria

A principal força de resistência era o Exército da Pátria (em polonês: Armia Krajowa ou AK), leal ao governo polonês no exílio em Londres. Era formado principalmente pelos remanescentes sobreviventes do Exército Polonês do pré-guerra, juntamente com muitos voluntários. Outras forças coexistiam lado a lado, como o Exército do Povo comunista (Armia Ludowa ou AL) paralelo ao PPR, organizado e controlado pela União Soviética. O AK foi estimado entre 200.000 e 600.000 homens, enquanto o AL foi estimado entre 14.000 e 60.000.
A repressão alemã em 1942-43 causou a revolta de Zamość.

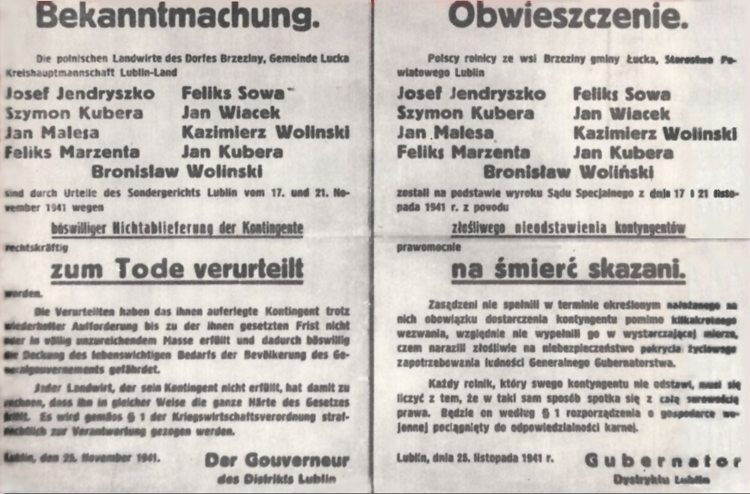
Anúncio alemão da execução de 9 camponeses poloneses por contingentes sem mobília (cotas). Assinado pelo governador do distrito de Lublin em 25 de novembro de 1941

Em abril de 1943, os alemães começaram a deportar os judeus remanescentes do Gueto de Varsóvia, provocando a Revolta do Gueto de Varsóvia, de 19 de abril a maio. 16 Essa foi a primeira revolta armada contra os alemães na Polônia e prefigurou a maior e mais longa Revolta de Varsóvia de 1944.
Em julho de 1944, quando as forças armadas soviéticas se aproximaram de Varsóvia, o governo no exílio convocou uma revolta na cidade, para que pudessem retornar a uma Varsóvia libertada e tentar impedir uma tomada comunista. O AK, liderado por Tadeusz Bór-Komorowski, lançou o Levante de Varsóvia em 1º de agosto em resposta ao seu governo e às promessas de ajuda soviéticas e aliadas. No entanto, a ajuda soviética nunca chegou, apesar do exército soviético estar a apenas 30 km de distância, e a negação soviética de suas bases aéreas para aviões britânicos e americanos impediu qualquer reabastecimento efetivo ou apoio aéreo dos insurgentes pelos aliados ocidentais. Em vez disso, eles usaram bases italianas distantes em seu transporte aéreo de Varsóvia. Após 63 dias de luta, os líderes do levante concordaram com uma rendição condicional com a Wehrmacht. Os 15.000 soldados restantes do Exército da Pátria receberam o status de prisioneiro de guerra (antes do acordo, os rebeldes capturados foram baleados) e a população civil restante de 180.000 foi expulsa.

## Educação
Todas as universidades em GG foram dissolvidas, muitos professores de Cracóvia presos durante o Sonderaktion Krakau.

## Cultura da Polônia
Os alemães saquearam os museus poloneses. Muitas das peças de arte pereceram. Os alemães queimaram várias bibliotecas de Varsóvia, incluindo a Biblioteca Nacional da Polônia, destruindo cerca de 3,6 milhões de volumes.

## Esporte alemão
Hans Frank era um ávido jogador de xadrez, então organizou torneios de xadrez do Governo Geral. Apenas os alemães foram autorizados a se apresentar em eventos esportivos. Cerca de 80 clubes de futebol jogaram em quatro divisões distritais.

## O Holocausto

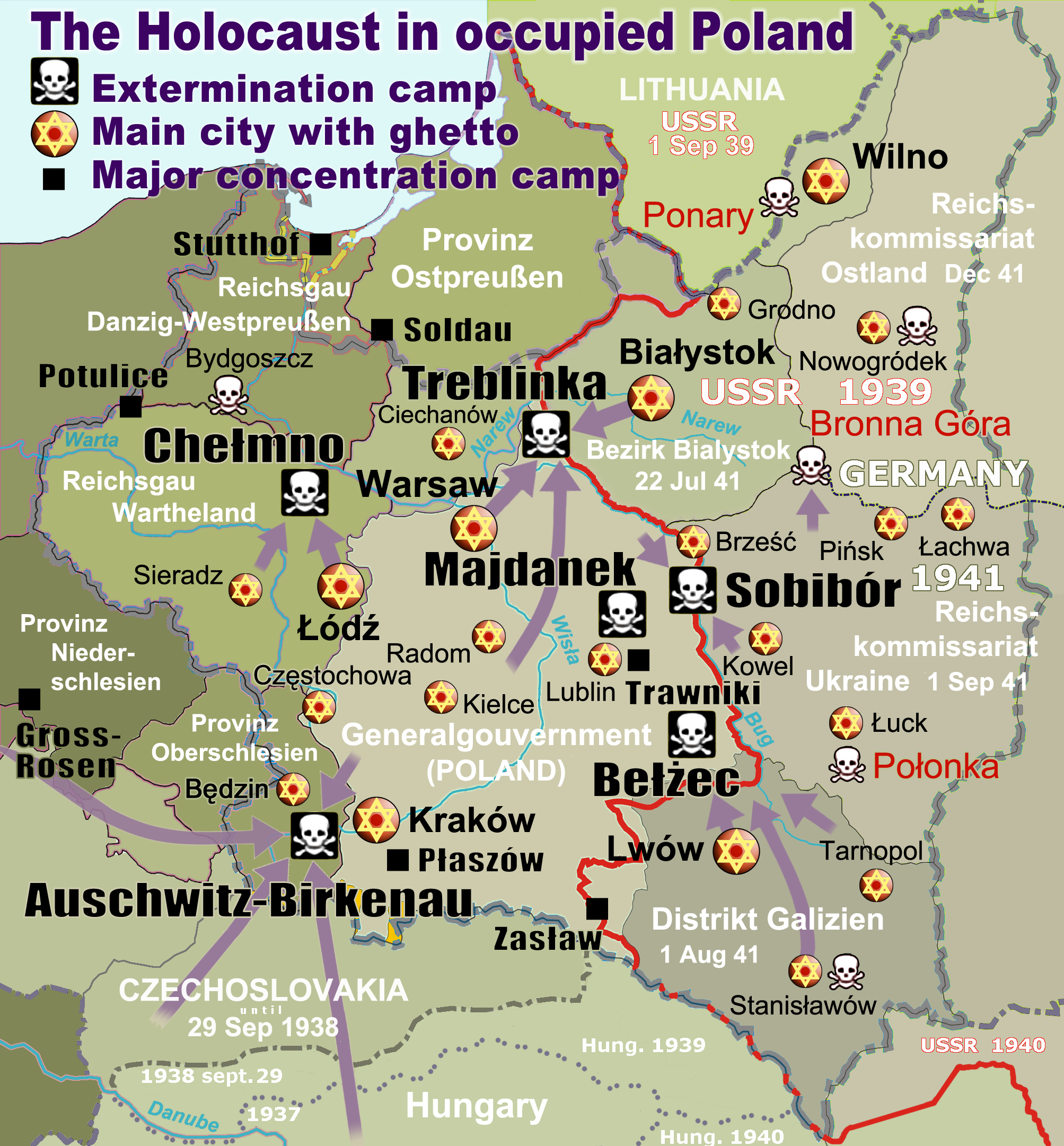
Campos de extermínio nazistas na Polônia ocupada, marcados com caveiras pretas e brancas. Governo Geral em bege. Campo de extermínio em Auschwitz (canto inferior esquerdo) na vizinha nova alemã Provinz Oberschlesien

Durante a Conferência de Wannsee em 20 de janeiro de 1942, o Secretário de Estado do Governo Geral, SS-Brigadeführer Josef Bühler encorajou Heydrich a implementar a "Solução Final". De seu próprio ponto de vista, como funcionário administrativo, os problemas em seu distrito incluíam um mercado negro superdesenvolvido. Ele endossou um remédio para resolver a "questão judaica" o mais rápido possível. Um ponto adicional a favor da criação de instalações de extermínio em sua província era que não havia problemas de transporte lá, uma vez que todos os ativos da desativada Ferrovia Estatal Polonesa (PKP) estavam sendo administrados pela Ostbahn, a Deutsche Reichsbahn com sede em Cracóvia. ramo da Generaldirektion der Ostbahn ("Direção Geral das Ferrovias Orientais", Gedob). Isso tornou uma rede de trens da morte prontamente disponível para o SS-Totenkopfverbände.
A recém-elaborada Operação Reinhard seria um passo importante na liquidação sistemática dos judeus na Europa ocupada, começando com aqueles no Governo Geral. Em poucos meses, três campos ultrassecretos foram construídos e equipados com câmaras de gás estacionárias disfarçadas de banheiros, com base na Aktion T4, exclusivamente para matar milhares de pessoas todos os dias. Os alemães começaram a eliminação da população judaica sob o pretexto de "reassentamento" na primavera de 1942. Os três campos de Reinhard, incluindo Treblinka (o mais mortífero de todos) tinham pessoal SS transferível e design quase idêntico. O Governo Geral foi o local de quatro dos sete campos de extermínio da Segunda Guerra Mundial em que as medidas mais extremas do Holocausto foram realizadas, incluindo o campo de concentração de Majdanek, o campo de extermínio de Sobibor e o campo de extermínio de Bełżec. O genocídio de "raças" indesejadas, principalmente milhões de judeus da Polônia e de outros países, foi realizado por gaseamento entre 1942 e 1944.

## Punições
Hans Frank instituiu um reinado de terror contra a população civil e se envolveu diretamente no assassinato em massa de judeus. Nos Julgamentos de Nuremberga, ele foi considerado culpado de crimes de guerra e crimes contra a humanidade e foi executado. Seus secretários, Arthur Seyss-Inquart e Josef Bühler, foram executados em Nuremberg e na Polônia, respectivamente.
- Ludwig Fischer foi governador do distrito de Varsóvia. Ele foi condenado e enforcado em Varsóvia.

- Ernst Kundt era governador do distrito de Radom. Ele foi condenado e enforcado na Tchecoslováquia.

## Galeria

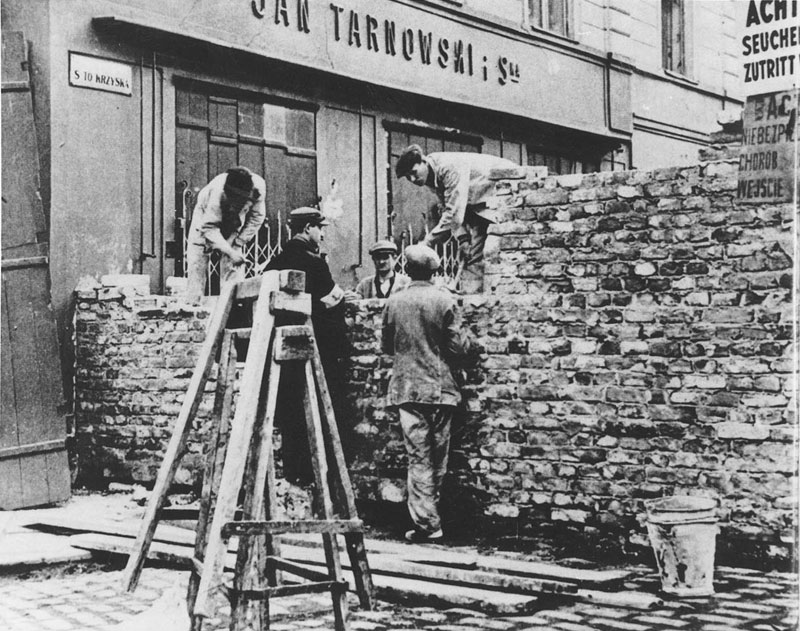
O muro do Gueto de Varsóvia sendo construído sob as ordens do Dr. Ludwig
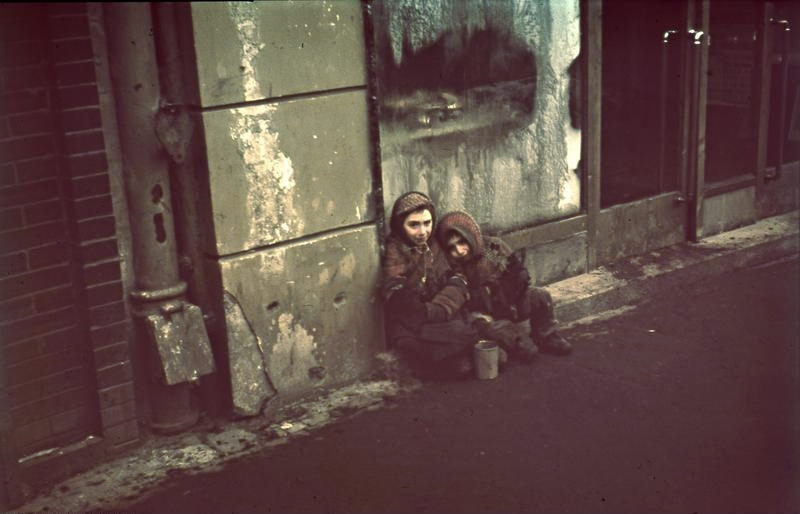
O Gueto de Varsóvia (1940-1943)
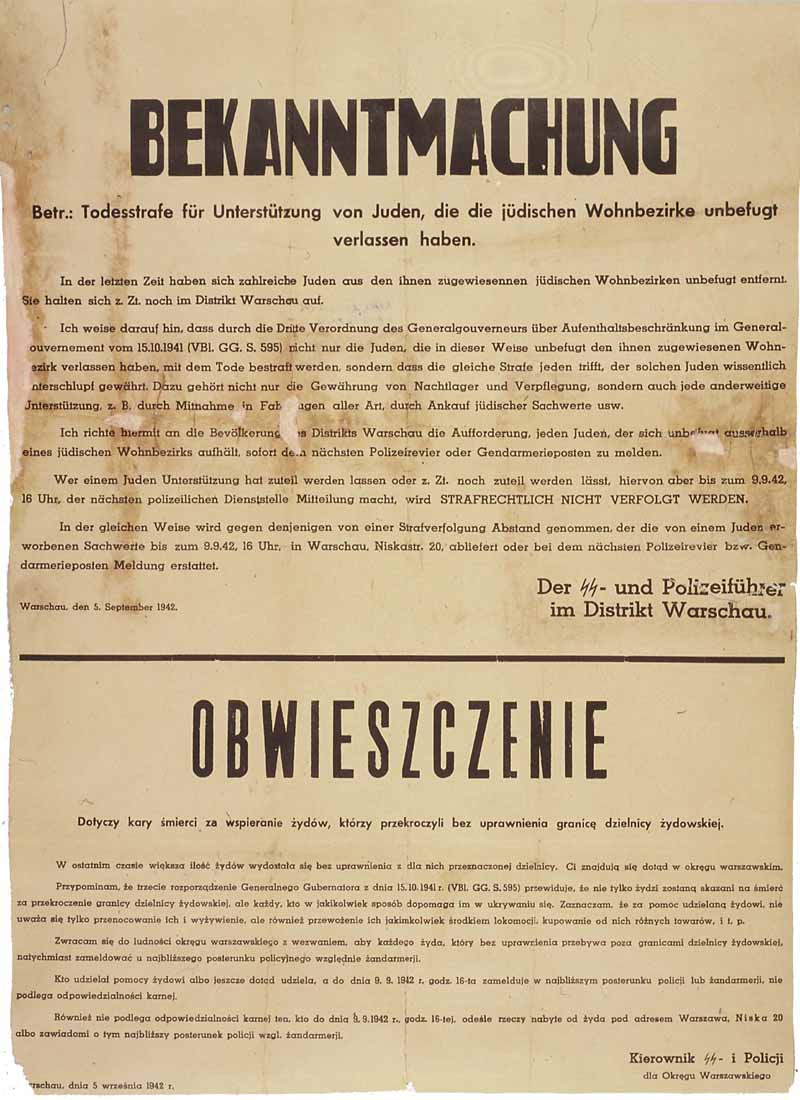
Anúncio do chefe da SS e da polícia 5.09.1942 — Pena de morte para poloneses que oferecem qualquer ajuda aos judeus
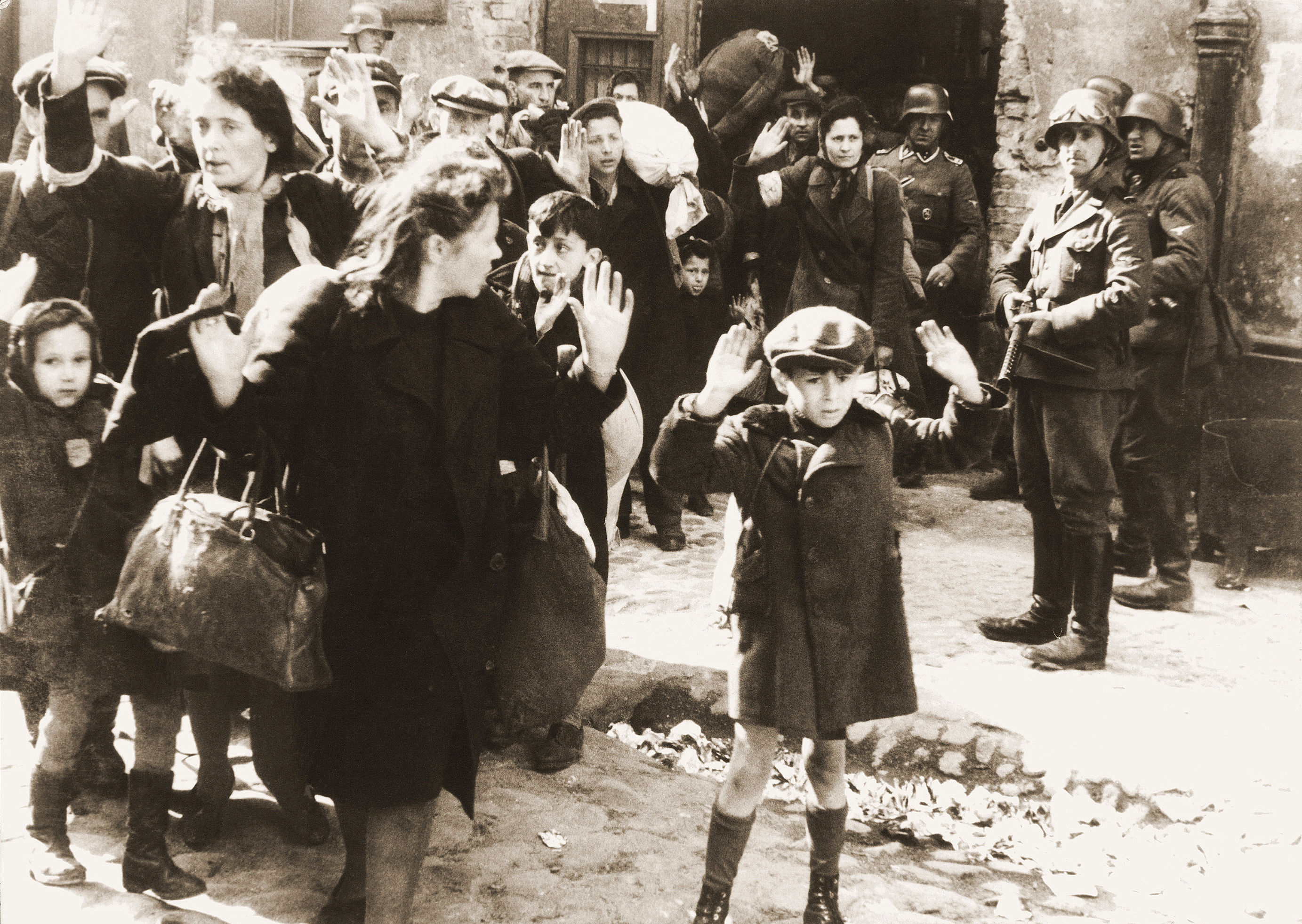
Revolta do Gueto de Varsóvia, abril de 1943: judeus sendo mantidos sob a mira de armas pelas tropas da SS (de um relatório escrito por Jürgen Stroop para Heinrich Himmler)
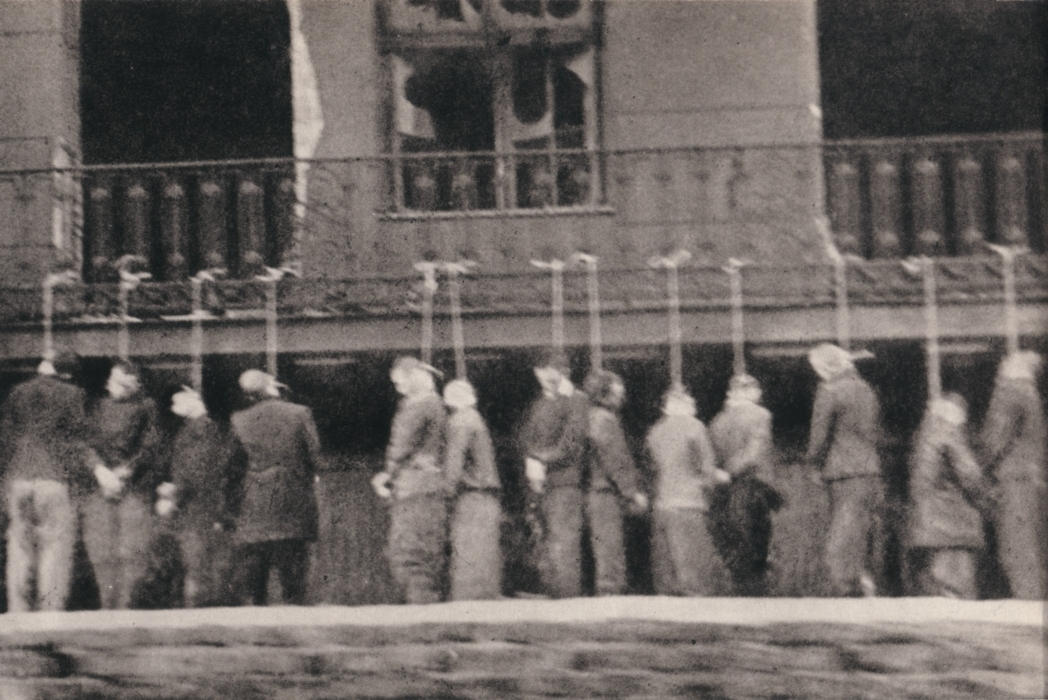
Prisioneiros poloneses da prisão de Pawiak enforcados por alemães na Rua Leszno, Varsóvia, 11 de fevereiro de 1944 (foto tirada secretamente do bonde por um membro do Exército da Pátria Polonesa)
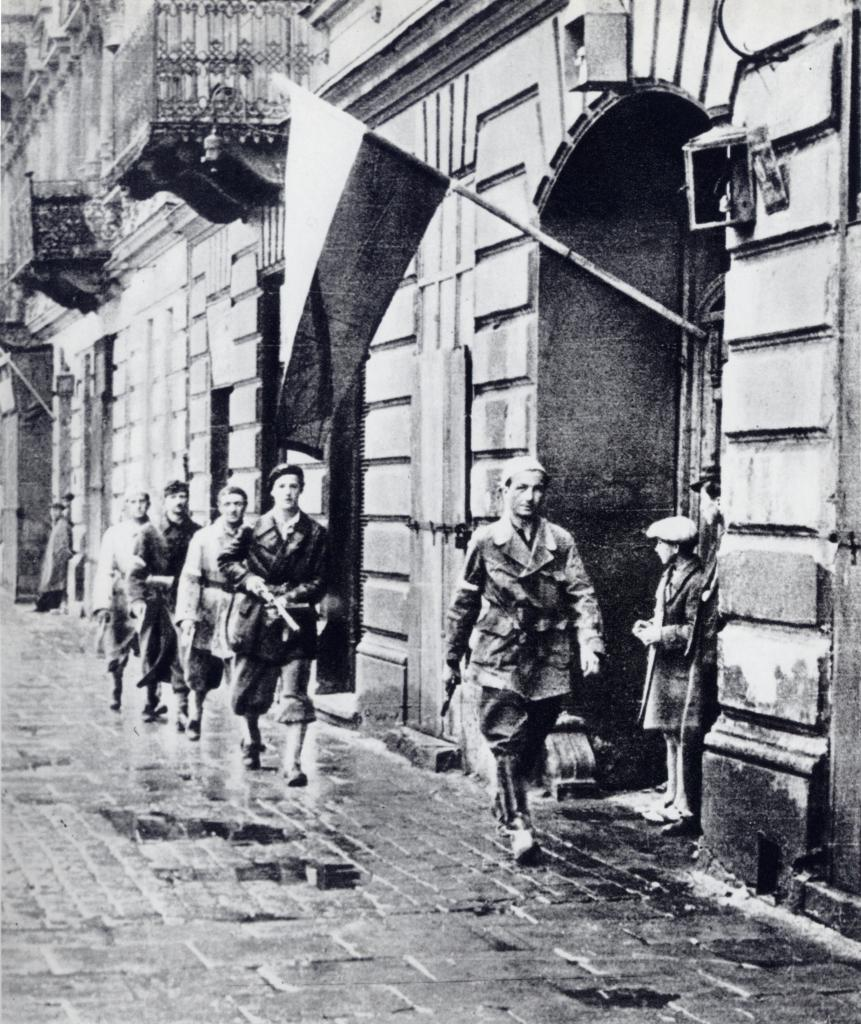
Revolta de Varsóvia: soldados poloneses em ação, 1º de agosto de 1944
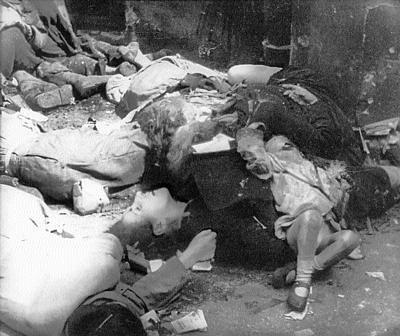
Civis poloneses assassinados por tropas da SS durante a Revolta de Varsóvia, agosto de 1944
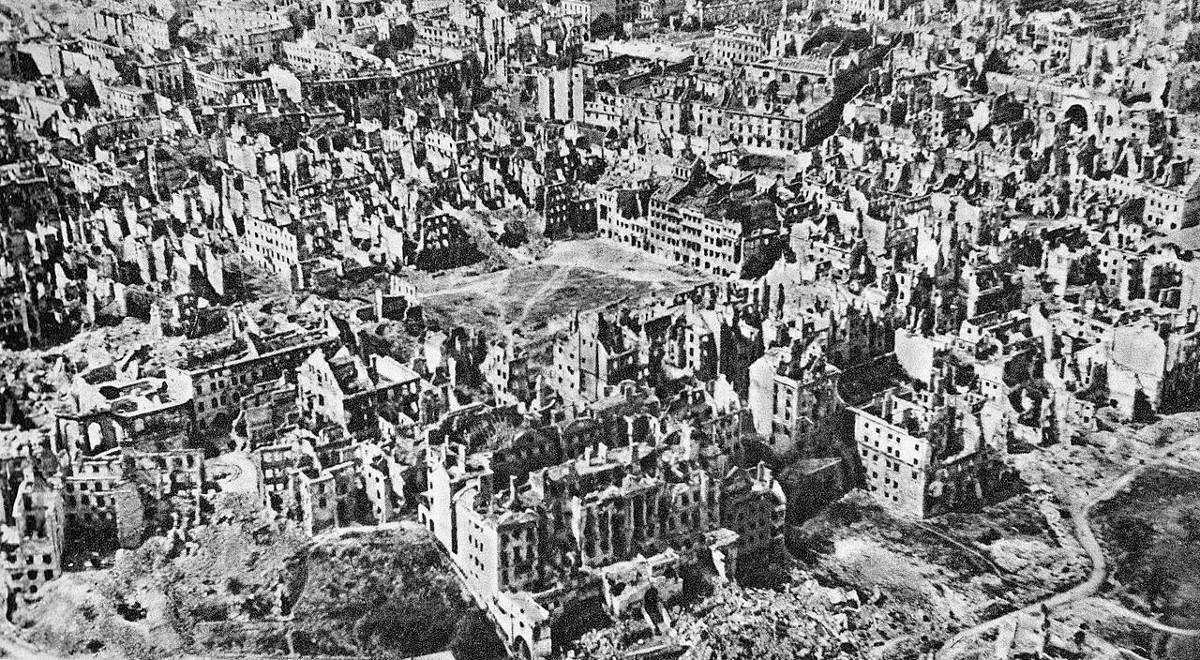
Vista aérea da cidade de Varsóvia, janeiro de 1945
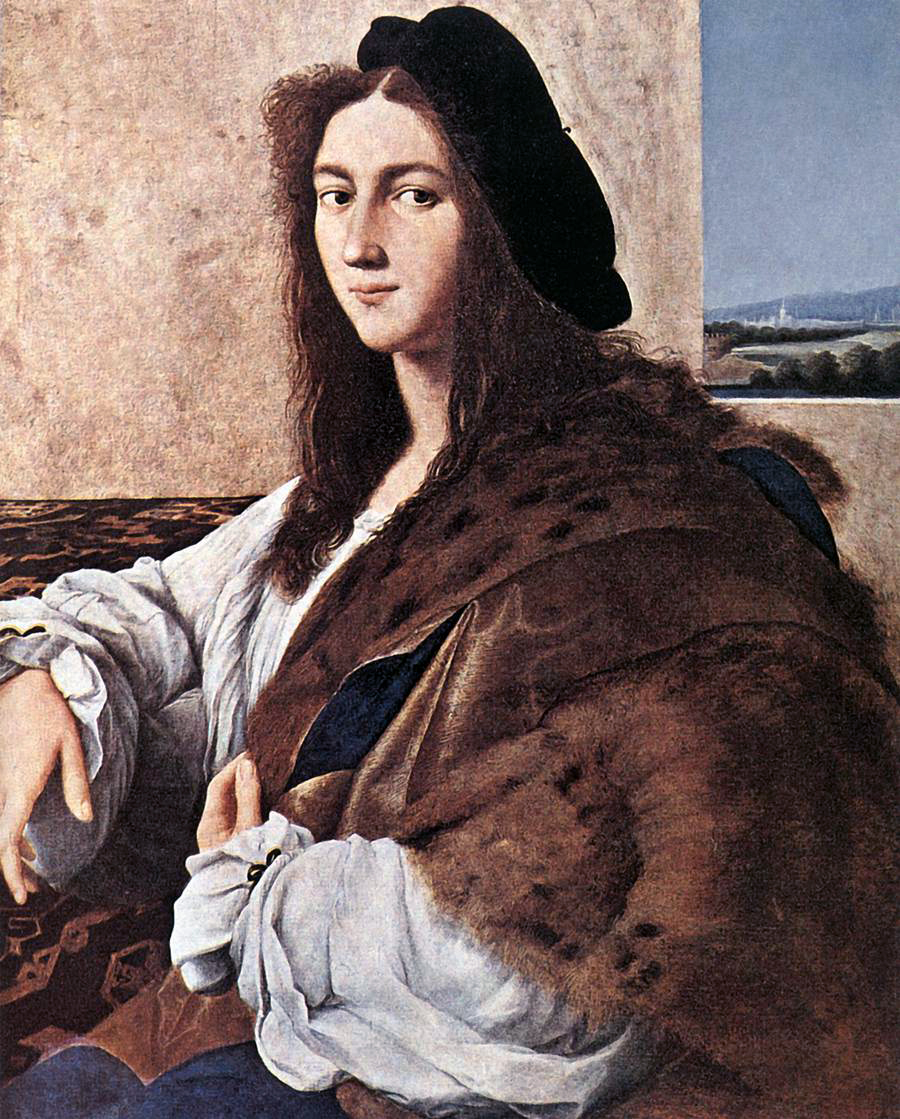
Retrato de um jovem de Rafael, roubado a mando de Hans Frank em 1939 e nunca mais devolvido; uma das mais de 40.000 obras de arte roubadas de coleções polonesas
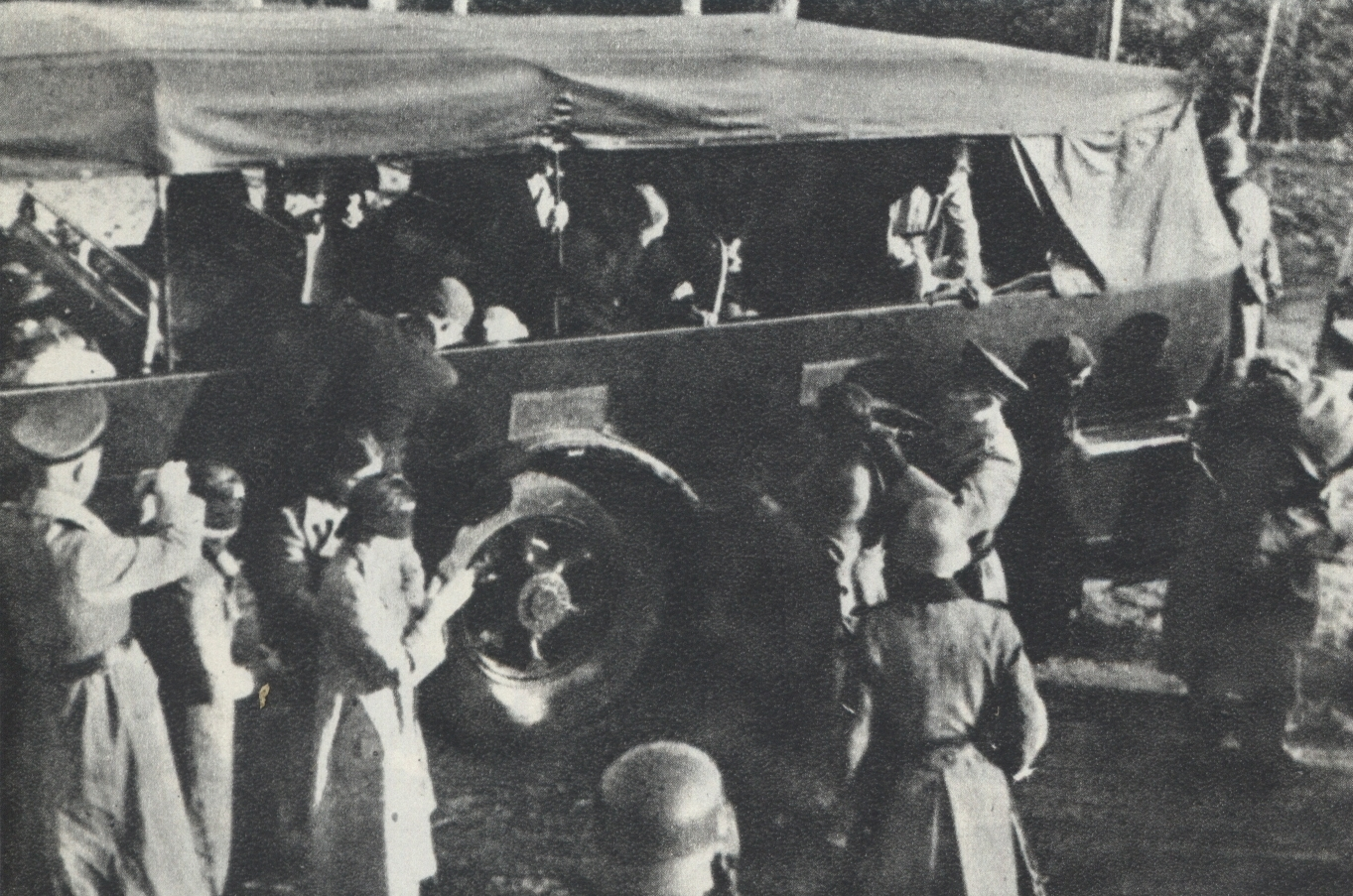
Reféns poloneses sendo vendados durante os preparativos para sua execução em massa em Palmiry, 1940
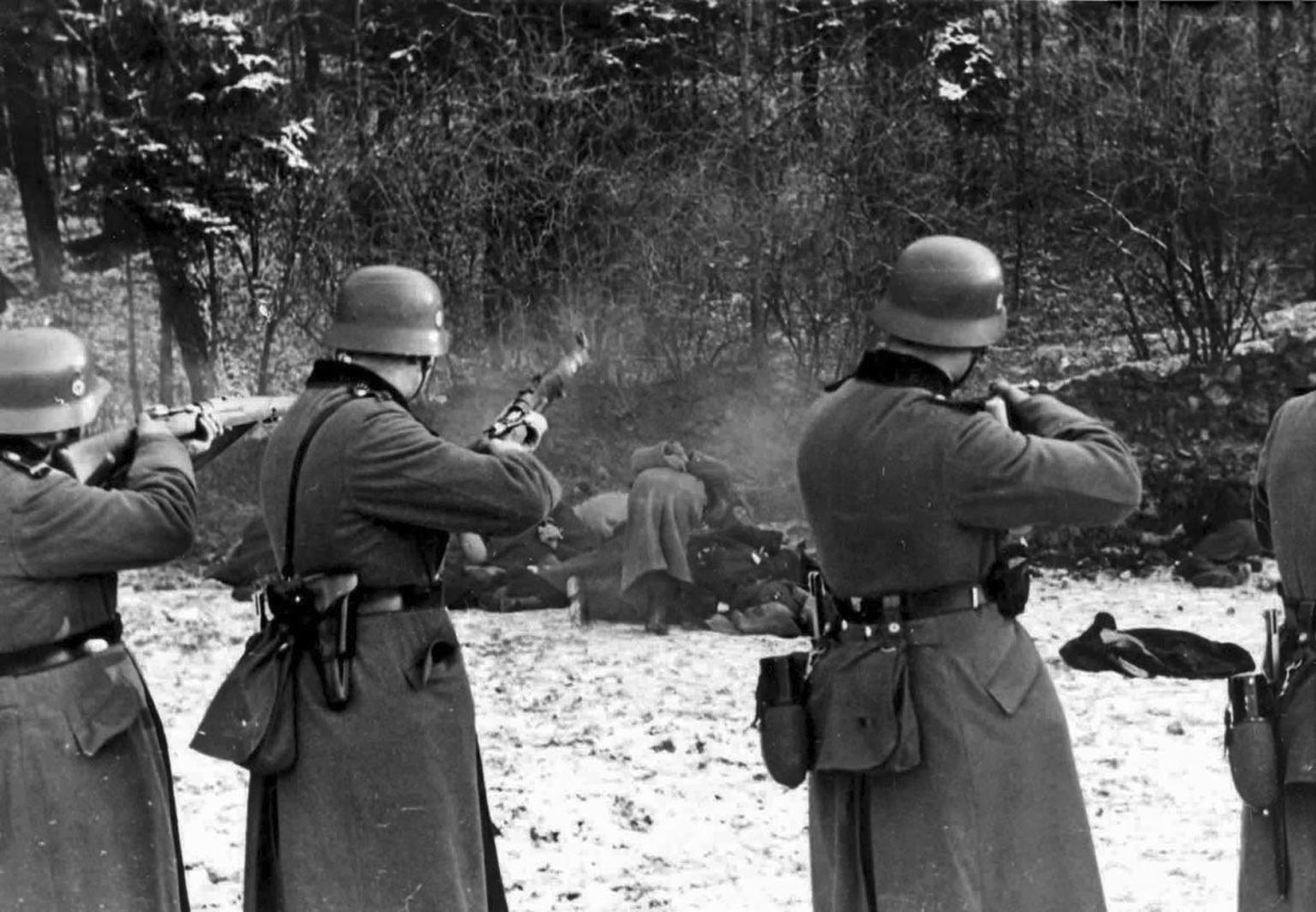
Uma execução em massa de poloneses em Bochnia, 18 de dezembro de 1939
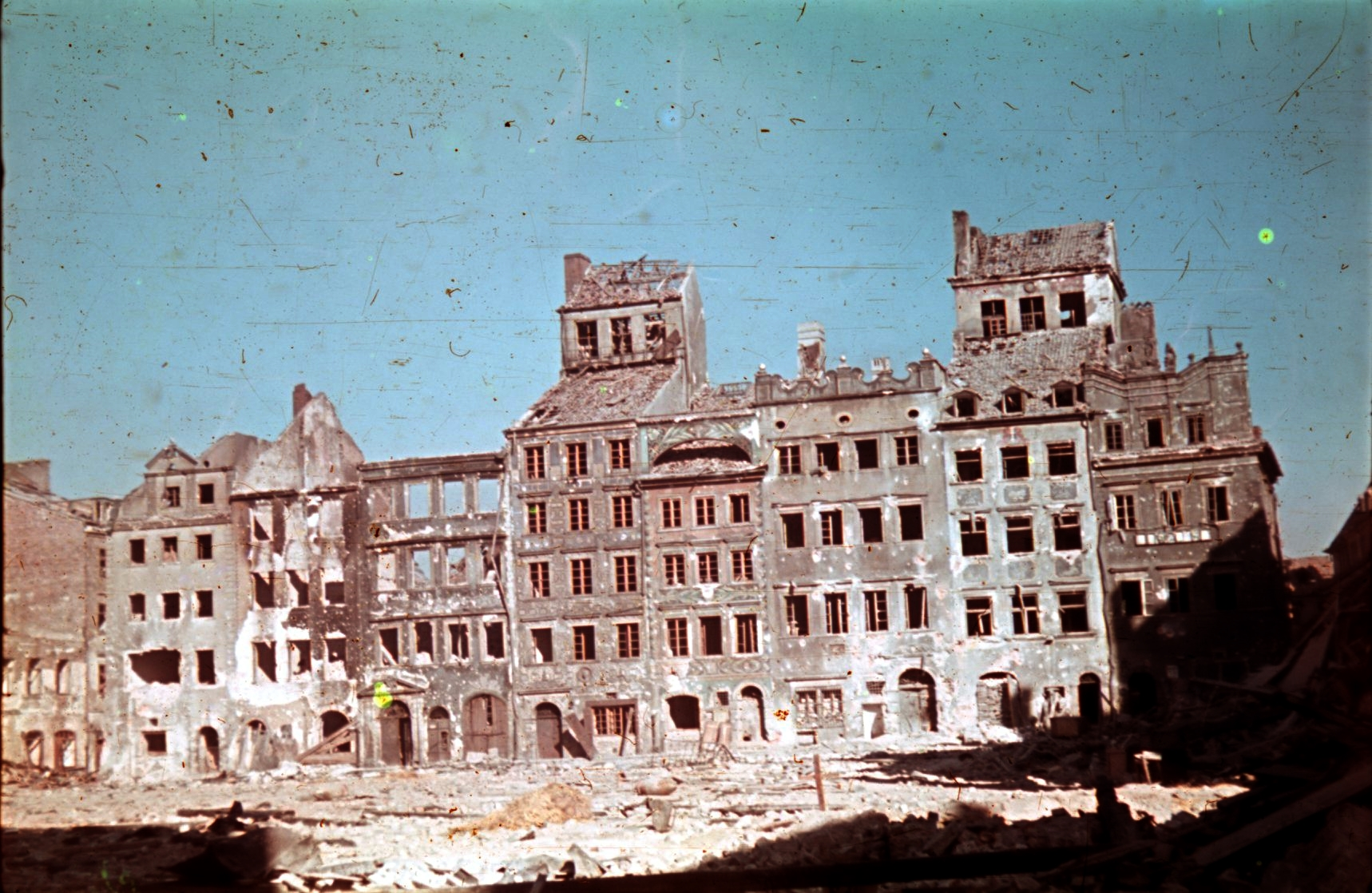
A Revolta de Varsóvia, 1944